# 美東邨
美東邨（英語：Mei Tung Estate）是香港房屋委員會轄下的公共屋邨，位於九龍黃大仙區白鶴山側，東頭村道及聯合道交界。

## 概要
美東邨在1974年落成，是香港總督麥理浩的十年建屋計劃以及1973年4月香港房屋委員會成立之後首個落成的屋邨。雖然當時邨內只有一幢樓宇，但同時也代表該計劃一個簡單的開始。美東邨名字來自鄰近的東頭邨，以及象徵美好、新穎的「美」字。
美東邨於1974年落成時只有一幢大廈，初期命名為第6座，後期則改稱為美東樓，於1983年1月再有另一幢大廈美寶樓落成，其後再於數十年後將東頭平房區的培民村及博愛村收地，分別興建了美仁樓及美德樓。但由於美東樓和美寶樓在興建時受到啟德機場高度限制圈規定所限，故此只可建造不高於十二層的樓宇。美東邨雖不設獨立商場，但卻設有街舖，主要集中在美東樓地下向東頭村道一邊，零售面積超過1,500平方米，提供幼稚園、餐廳、辦館、診所等民生商舖。2005年房委會將旗下大部份商場及停車場售予領展房地產投資信託基金，但美東樓商店沒有跟隨售出，至今仍由房委會持有，亦由於此原因，房委會可以不用經領展回購而可以直接將整幢美東樓拆卸重建。

### 原有規劃
美東邨本來的設計分為兩部份，一是下面的兩層設計（上層住宅，下層商舖），二是上面8層全住宅單位組成，而其中的2層設計本為連接各座，但由於收地失敗，本來計劃延長兩層設計並繼續於上方興建餘下各座的計劃被逼中止，但其實這並非政府原本規劃，因此形成「兩層設計」比「八層設計」長得多的奇怪現象。
香港大學建築文物保護課程學部主任李浩然博士指出這要追溯美東邨整個興建過程的歷史。美東邨在「第6座」落成後七年就只有這一幢樓宇，情況十分罕見，亦令美東邨成為當時全港最小型的公共屋邨。

### 現時規劃
美東邨規模雖小，曾經僅建有四幢樓宇，但卻是香港建設期最長的屋邨，首座及現時最後一座大廈入伙時間，卻相差整整40年。在1970年代、1980年代和21世紀都相繼有大廈落成，故此亦令邨內擁有4幢共4款不同時期的樓宇，亦不能將全邨設計統一成一個整體，而每期所採用的樓宇設計、外牆顏色及設計風格則各有不同，在重建前計有兩款舊長型大廈、一幢非標準設計大廈（T字型）以及一幢非標準設計大廈（Y字型）樓宇，情況在云云公共屋邨之中十分罕有。
有「公屋達人」之稱、曾經在房屋署任職建築師逾30年的衞翠芷博士指，美東邨雖然規模不大，但四座樓各建於不同時期，走入邨內可以見到橫跨40年、樓宇設計的「跳格」發展史。近年不少市民開始留意舊式公屋設計，相繼引起「打卡」熱潮，但提到各區特色屋邨，卻鮮有想到美東邨。現時所見，美東邨的商舖已空出不少，難以想像過往毗鄰九龍城寨的熱鬧景象。

## 地理位置
本邨對面雖為九龍寨城公園（前九龍城寨），但在香港行政分區中處於黃大仙區的西南面分界，並隔聯合道、東頭村道與九龍城區為鄰，再加上附近有九龍城廣場，由於地理上的接近，因此有不少人誤以為本邨在九龍城區。而校網則在著名的41名校網之內。

## 歷史背景

### 前身
1950年1月11日，九龍城發生大火，香港浸信會聯會在九龍城侯王廟附近建立博愛村平房區安置九龍城的災民和難民。
1951年11月21日，東頭村木屋區發生大火，受災逾10,000人，政府於白鶴山興建東頭平房區安置災民，並發展成平房村落（培民村、潮平新村及東和村），旁邊亦建有不少寮屋。
1961年，政府已計劃於東頭平房區、九龍寨城及西頭村興建新徙置屋邨，但因九龍寨城的政治地位問題而未能成事。
曾經參與興建翠屏邨、馬坑邨工作的衞翠芷博士來到美東邨。衞博士指，美東邨的位置過往是東頭村寮屋區，1951年寮屋區發生大火，政府開始鼓勵一些宗教團體和非牟利組織在該處興建較穩固的平房，於是就成為了東頭平房區。

### 興建
1970年初，政府再打算於九龍城賈炳達道以北、九龍城寨以西位置興建一條擁有 6 幢樓宇的屋邨，稱為「美東邨」，並延長侯王道至東頭村道。故此欲收回四村進行擴闊東頭村道及興建「東頭政府廉租屋邨」（即現時美東邨），四村村民以平房是經政府認可的房屋，不同僭建寮屋，而齊聲反對，發展成「四村反迫遷事件」。
雖然政府一直堅持不肯讓步，徙置事務處亦表示受影響的村民，可入住預留的「慈雲山新區」第一座，以及將來有資格入住在該地興建之樓房。但最終，政府只成功遷拆了潮平新村及東和村。
1972年中，美東邨興建工程展開，美東樓的項目名稱為「東頭政府廉租屋邨」，用前工務局的政府廉租屋邨與徙置大廈的通用標準規格設計，並定型為舊長型大廈（第七型徙置大廈），便率先興建美東邨「第6座」，首座大廈於1974年7月落成。
由於在1973年4月政府把三大公營建屋機構改組及合併為房委會及房屋署，所以此項目（美東樓）於1974年落成前，為免跟東頭邨混淆，已得另外命名為美東邨，美東樓當時獲編為第6座。政府原以為可於短期內收回西頭村（即現時的賈炳達道公園）興建餘下各座，唯遲至1984年也未能成事，為免混淆視聽，政府便於1979年6月將「第6座」更名為「美東樓」，而原有用阿拉伯數字「6」字的樓名標記也在其後塗去。美東樓同時亦是香港首幢竣工的舊長型大廈（第七型徙置大廈）；美東樓依山而建，故此在其東面的第一層有二樓，但在其西面的第一層則為四字樓。
至1981年時因房屋供應緊張，政府便將美東樓西北邊的球場改建成「美寶樓」，並提供133個單位，於1983年1月落成入伙。
美東樓於1985年被揭發牽涉26座問題公屋醜聞當中，但由於情況並不嚴重，故此一直未列入「整體重建計劃」之中。
培民村及博愛村於2001年終被清拆，地盤興建為美仁樓，美仁樓頂部砌上了綠色中式瓦片，外牆也有中式書法寫上美仁樓樓宇名稱，而走廊指示牌背景亦以中式水墨畫的竹來做裝飾，以營造一個中式現代設計的氛圍，由房屋署總建築師（2）所設計的美仁樓，已於2010年5月31日落成入伙，這幢大廈由預計落成到實際落成，晚了足足35年。因入伙期與鄰近的東頭邨22座重建時間相若，美仁樓與東匯邨第一期一併接收該大廈居民。
而美德樓亦於2014年11月落成入伙，與首座樓宇美東樓相差總共40年。美仁樓與美德樓分別提供799以及990個單位。

### 舊廈重建

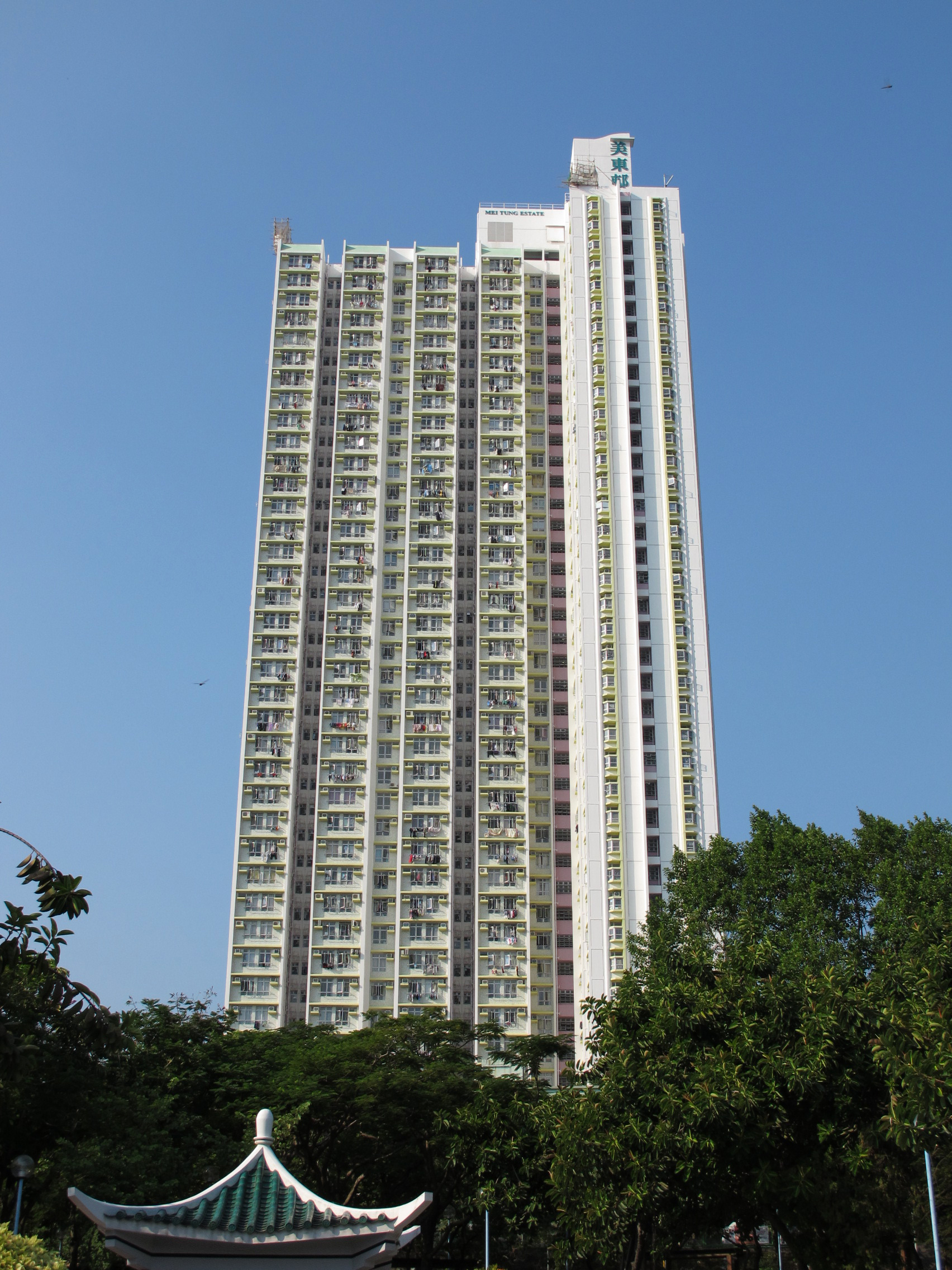
2010年落成的美仁樓

2017年8月24日，香港房屋委員會宣布計劃重建美東樓和美寶樓，原預計在2020年11月開始清拆工程，受影響的632戶住戶，可按「自選單位計劃」原區安置於鄰近的東匯邨匯智樓，匯智樓共有1,033個單位並足以讓他們全部遷置入住，受影響住戶亦可選擇提早遷往於2018年竣工的秀茂坪安泰邨（但由於配套不足，僅有14戶提前遷出）；而美東樓是香港第二幢舊長型大廈（第七型徙置大廈）及美寶樓為首幢展開重建工程的1980年代建成的公屋。
房委會2013年完成評估22條高齡公共屋邨的重建潛力，但除了華富邨，其他屋邨一直未有重建計劃。房委會決定是否重建個別屋邨，需考慮樓宇結構狀况、修葺工程成本效益、重建屋邨附近是否有合適屋邨遷置住戶及原址重建潛力4項因素，經評估後，認為美東樓及美寶樓有極大重建潛力。美東樓與美寶樓兩幢樓宇共有665個單位，住有約630戶即約1640人。
美東邨重建計劃規模不大，毋須分期重建，認為目前適合公布重建計劃，當時預計最終會於2020年11月清拆。因美東樓和美寶樓在興建之時鄰近舊啟德機場，故昔日興建之時高度受限制，只建約50米，故此當時僅建有不高於十二層。舊機場搬遷後，有空間重建為逾100米高樓宇，與同屬美東邨範圍、近年建成的美仁樓和美德樓高度相若。房委會明年將向城規會申請放寬高度限制。受重建影響的住戶將獲發搬遷津貼，視乎住戶人數，如單身戶獲5126元、二至三人家庭獲11,714元等；受影響商戶可獲相等於15個月租金津貼，以及可投標房委會街市檔位。其中一個受影響商戶為美東邨安琪幼稚園，2017年9月入學新生預料2020年完成幼稚園課程，並不受重建影響，但2018年入學的新生家長需注意情况。
其後計劃於2021年初清拆美東樓及美寶樓，較原定計劃略遲數月，預料可建成2,860個公營房屋單位，預計容納7,500人。建議放寬發展密度和建築物高度限制由主水平基準以上60至80米，放寬至120至140米，以商住地積比9倍重建，預料可建成4幢樓高33至40層高樓宇，同時建議在地盤發展多樣社區設施。重建後會提供社福設施，包括安老院舍、長者日間護理中心、長者鄰舍中心、到校學前康復服務辦事處、特殊幼兒中心、女童宿舍、展能中心暨嚴重弱智人士宿舍。零售設施和辦公室設施各有三千平方米，康樂設施有綠化休憩設施、兒童遊樂場、乒乓球場、羽毛球場、籃球場，其他設施有幼稚園。泊車設施包括145個私家車車位、20個電單車車位、12個輕型貨車車位、10個上落貨位、6個私家輕型巴士車位。當局預計兩幢大廈清拆工程可在2021年初展開，2022年初完成，地基及上蓋工程則預計於2022年展開，並於2027年完成。
此外，住戶亦可以優先權，購買在2018年起的綠表置居計劃或居屋計劃中發售的居屋屋苑單位。香港房屋委員會表示，雖然美東樓和美寶樓目前的結構狀況和維修工程成本效益仍屬可接受，但由於美東樓和美寶樓在興建時受到啟德機場高度限制圈規定所限，故此當時僅建有不高於12層，而重建此兩座樓宇可以爲區內大幅度增加公屋供應，適逢鄰近的東匯邨匯智樓已於2020年5月落成並已於同年7月23日入伙，適合用作安置受重建影響住戶、可以在短期內爲美東邨住戶提供原區安置的居所，故認爲現在是重建美東邨的合適時機。而有關的單位編配程序，原定於2020年4月中啟動，但受制於新型肺炎疫情導致公務員需要兩度在家工作，相關簡介會已經取消，並於同年6月30日直接攪珠，9月安排重建戶揀樓。除匯智樓單位外，住戶亦可選擇同區或長沙灣元州邨的翻新單位。
2021年2月8日，美東樓及美寶樓通道和出入口已經用圍板及拉繩圍封，並有中文告示寫上「美東邨重建範圍」。
2021年3月8日，美東樓及美寶樓全數住宅單位已由房屋署收回，上述兩座樓宇的路面大堂出入口及美東樓5樓兩個通往山邊公園的保安大閘已經用鐵鏈上鎖，並有中文告示寫上「此座已關閉 如有查詢，請致電 2338 0521」。而商舖租戶亦只剩下美東車行及義興冰廳繼續營業，直至另行通知。
2021年4月12日，房屋署收回義興冰廳所租用的舖位及收回整個美東邨重建範圍，拆樓承建商俊和亦已進場準備拆卸美東樓及美寶樓，標誌著美東邨清拆計劃正式展開。至同月30日，房委會公佈美東邨重建部份，將由劉榮廣伍振民建築師事務所負責細部設計。
2024年10月，房委會公佈美東邨重建後的四幢大廈，為同區彩虹邨重建第一期的指定安置屋邨。

## 屋邨資料

### 現時樓宇
| 樓宇名稱                   | 門牌號碼      | 樓宇類型                 | 落成日期      | 樓宇層數 （住宅層數） | 每層伙數                                                       | 單位數目（） | 建築師                                         | 承建商   | 提供升降機的廠商 | 重建後期數 |
| -------------------------- | ------------- | ------------------------ | ------------- | --------------------- | -------------------------------------------------------------- | ------------ | ---------------------------------------------- | -------- | ---------------- | ---------- |
| 美仁樓（第1座） （英語：Mei Yan House） | 聯合道130號   | 非標準設計大廈 （T字型） | 2010年5月31日 | 40 （1-40樓）         | 20（1-18樓，20-40樓） 19（19樓）                               | 799          | 房屋署總建築師（2）                            | 中國建築 | 東芝             | 1          |
| 美德樓（第2座） （英語：Mei Tak House） | 培民街23號    | 非標準設計大廈 （Y字型） | 2014年11月    | 34 （2-33樓）         | 不設15至19號單位（2-4樓） 33（5-25樓） 不設17號單位（26-33樓） | 990          | 房屋署總建築師（2）                            | 安保工程 | 日立             | 2          |
| 未命名樓宇（重建第1座）    | 東頭村道180號 | 非標準設計大廈 （Y字型） | 預計2027年    | 39                    | （待補）                                                       | （待補）     | 房屋署總建築師（2）、 劉榮廣伍振民建築師事務所 | 中國建築 | 奧的斯           | 3          |
| 未命名樓宇（重建第2座）    | 東頭村道180號 | 非標準設計大廈 （Y字型） | 預計2027年    | 39                    | （待補）                                                       | （待補）     | 房屋署總建築師（2）、 劉榮廣伍振民建築師事務所 | 中國建築 | 奧的斯           | 3          |
| 未命名樓宇（重建第3座）    | 東頭村道180號 | 非標準設計大廈 （Y字型） | 預計2027年    | 32                    | （待補）                                                       | （待補）     | 房屋署總建築師（2）、 劉榮廣伍振民建築師事務所 | 中國建築 | 奧的斯           | 3          |
| 未命名樓宇（重建第4座）    | 東頭村道180號 | 非標準設計大廈 （Y字型） | 預計2027年    | 33                    | （待補）                                                       | （待補）     | 房屋署總建築師（2）、 劉榮廣伍振民建築師事務所 | 中國建築 | 奧的斯           | 3          |

#### 美仁樓
美仁樓於2010年5月落成入伙，由房屋署總建築師（2）設計，項目編號為KL99，樓高40層，提供799個單位。大廈設計延續了美仁樓中式設計的傳統，邀請了書法家岑寂秋為邨名題字，而每層大堂的指示牌設計也以中式水墨畫為主題。
然而，低層單位在2015年曾經驗出食水含鉛量超標問題。

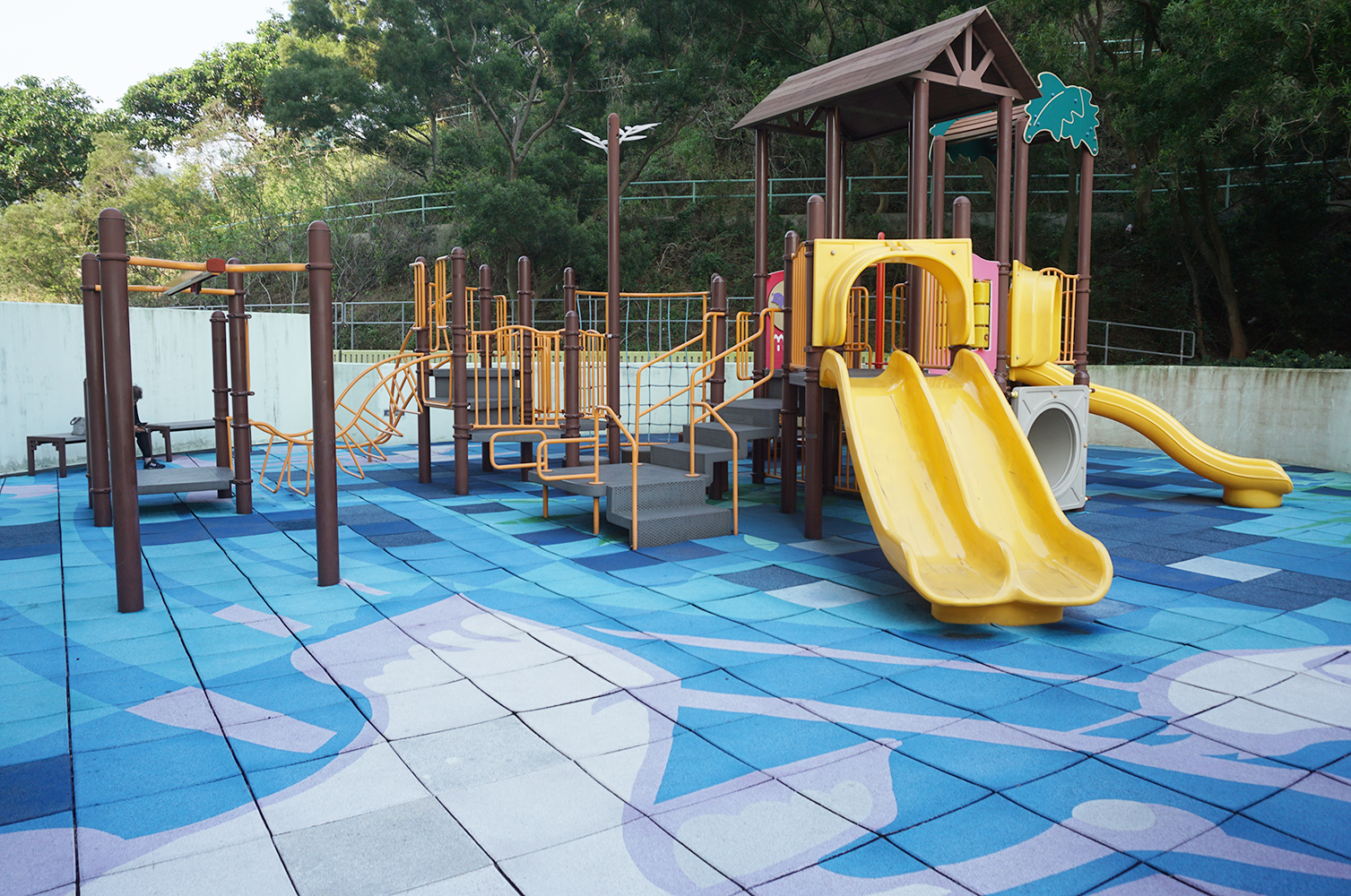
兒童遊樂場
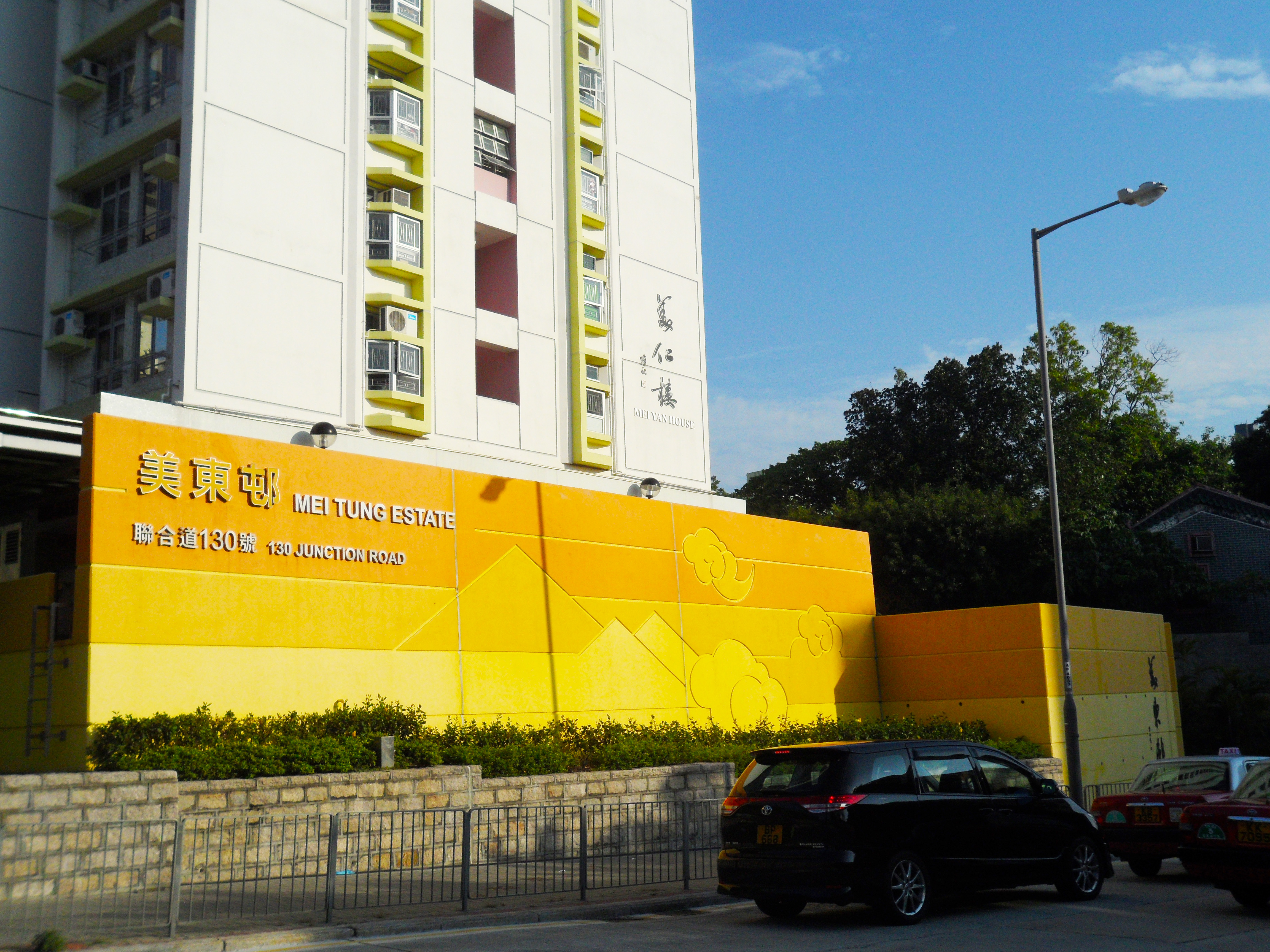
美仁樓的門牌（2012年11月）

#### 美德樓

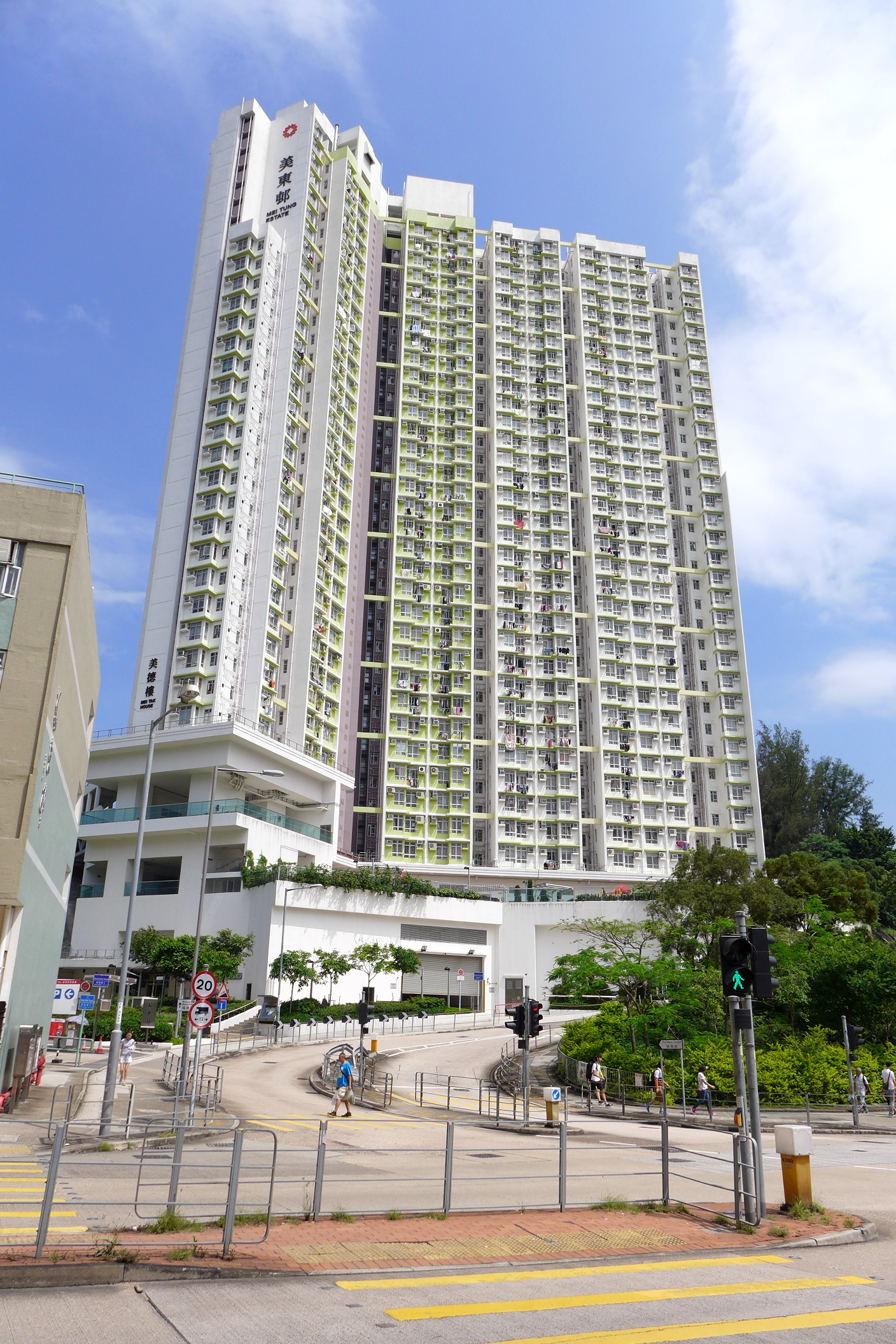
美德樓東面（2016年5月）

美德樓於2014年11月落成入伙，由房屋署總建築師（2）設計，項目編號為KL98，樓高34層，提供990個單位。地面設有草坪的園林，基座平台設兒童遊樂場，卵石路步行徑及健體區。而培民街位置設停車場，提供數個車位。

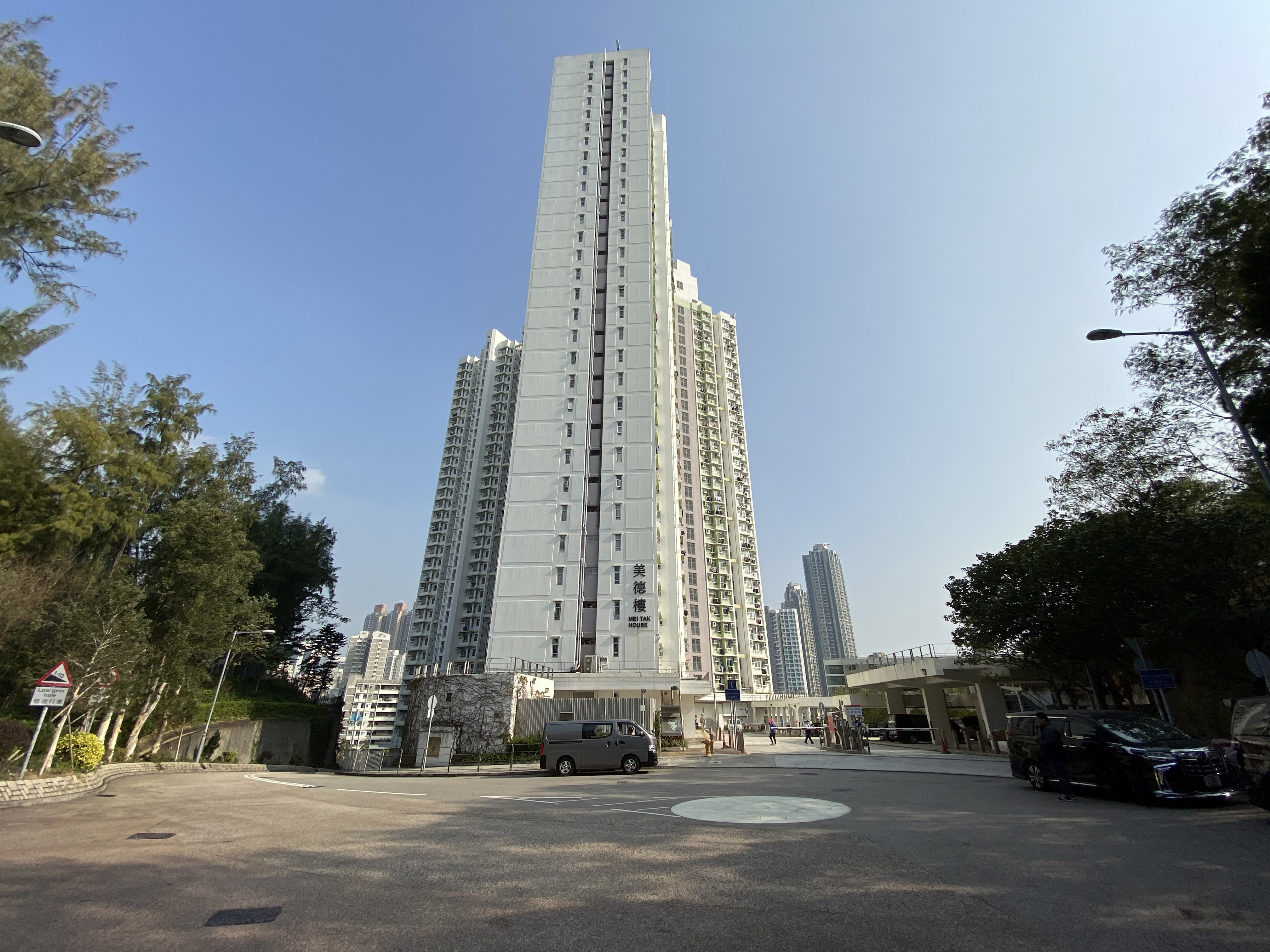
美德樓培民街入口（2021年1月）
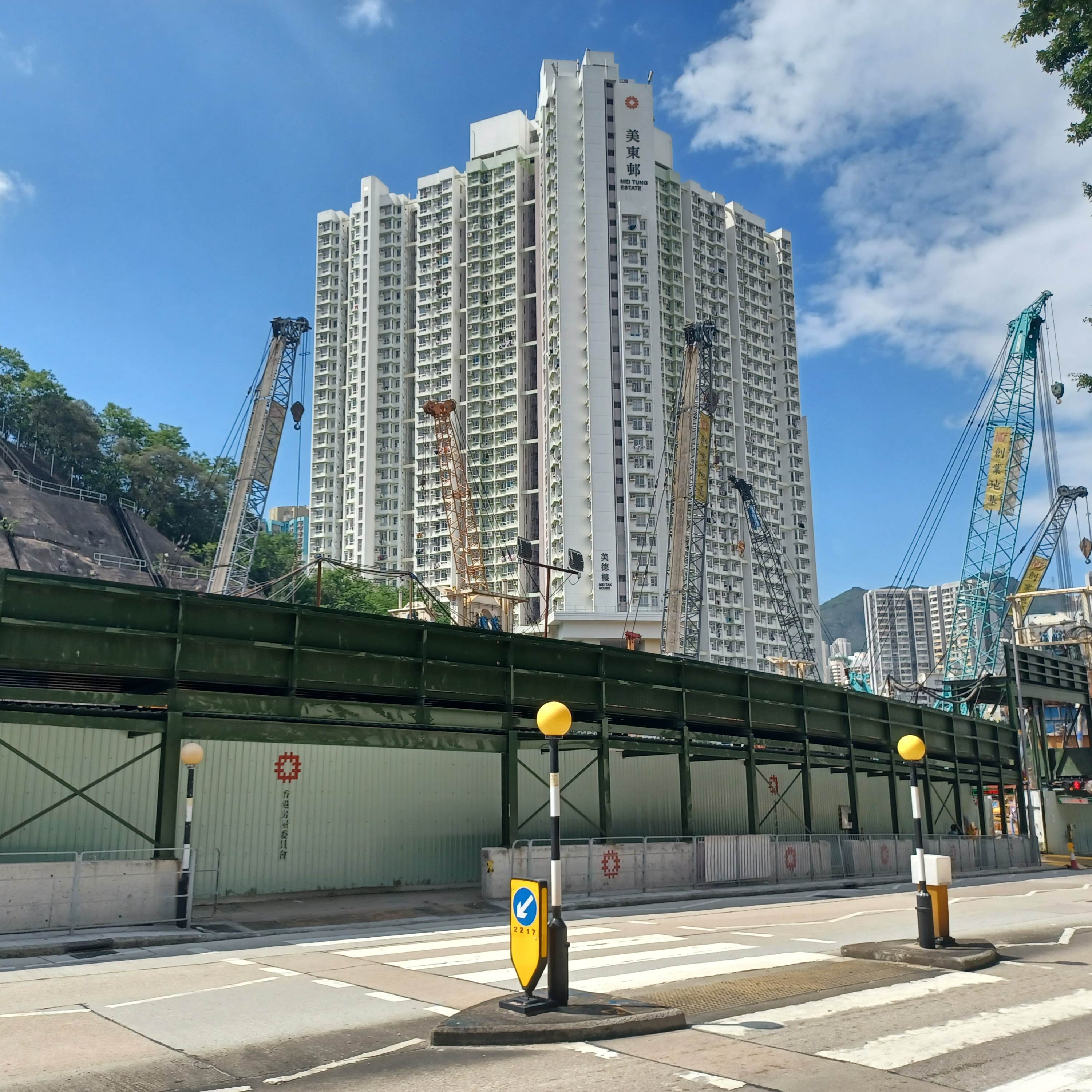
美德樓
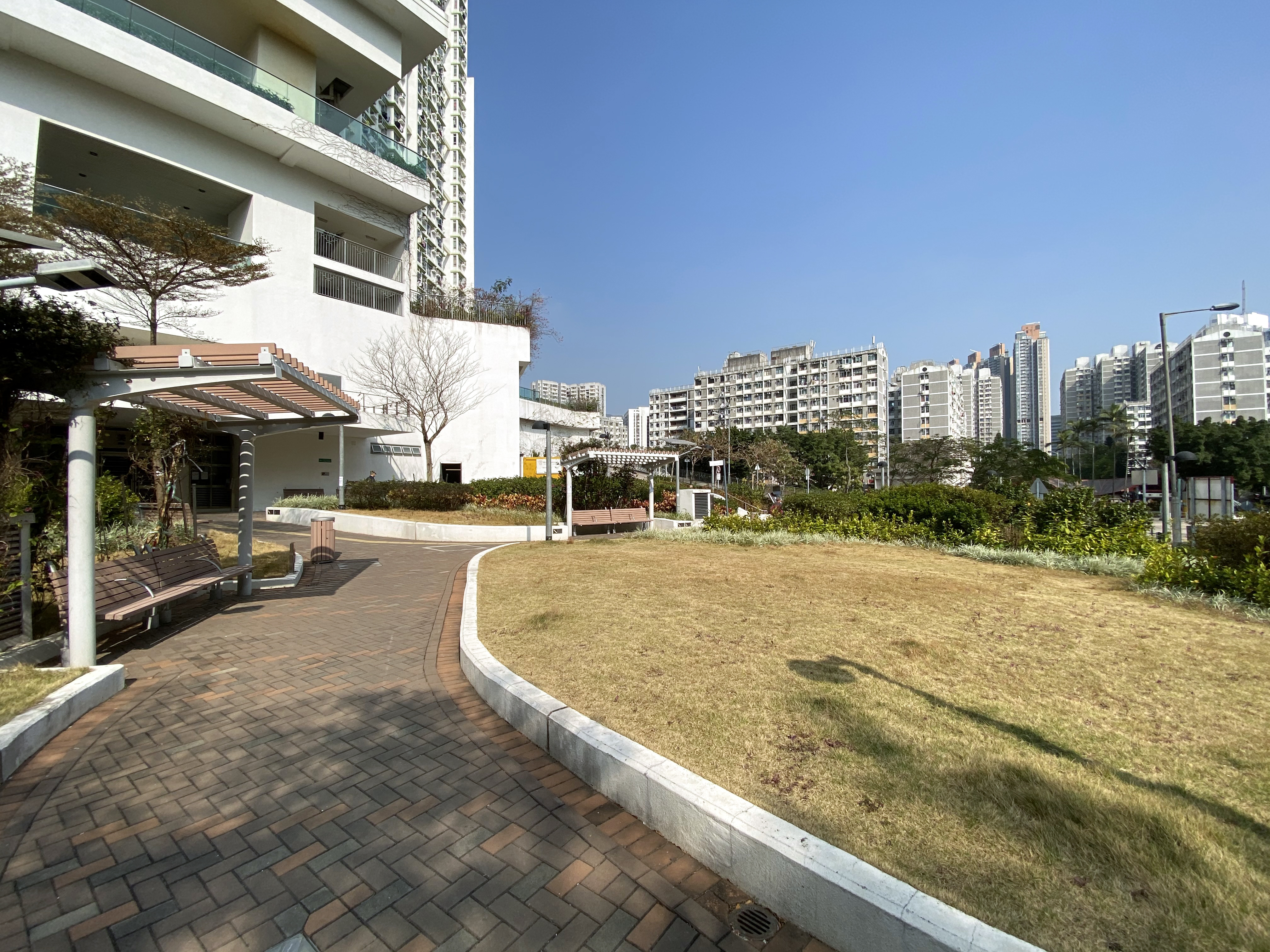
地面設有草坪的園林（2021年1月）
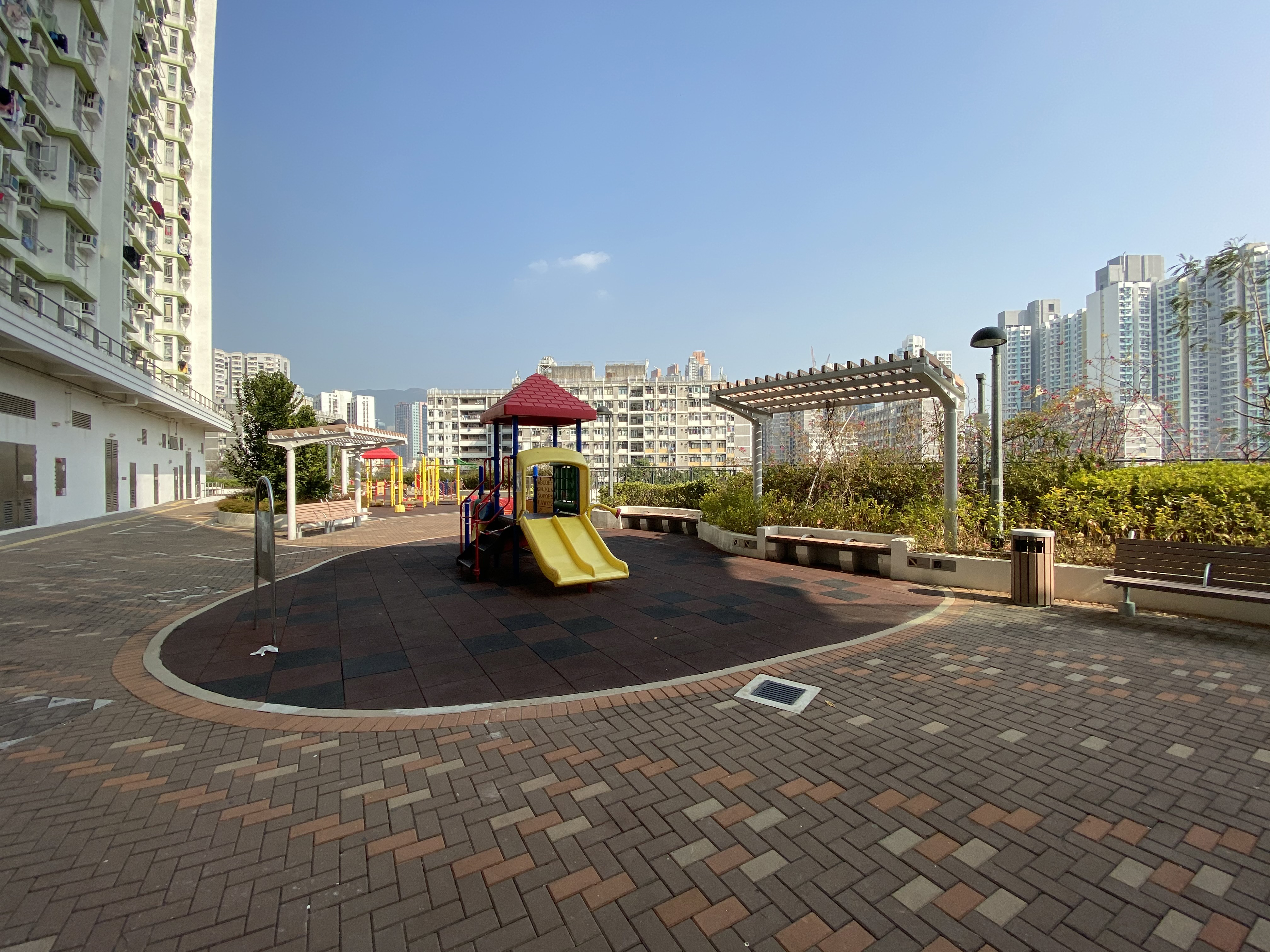
平台兒童遊樂場（2021年1月）
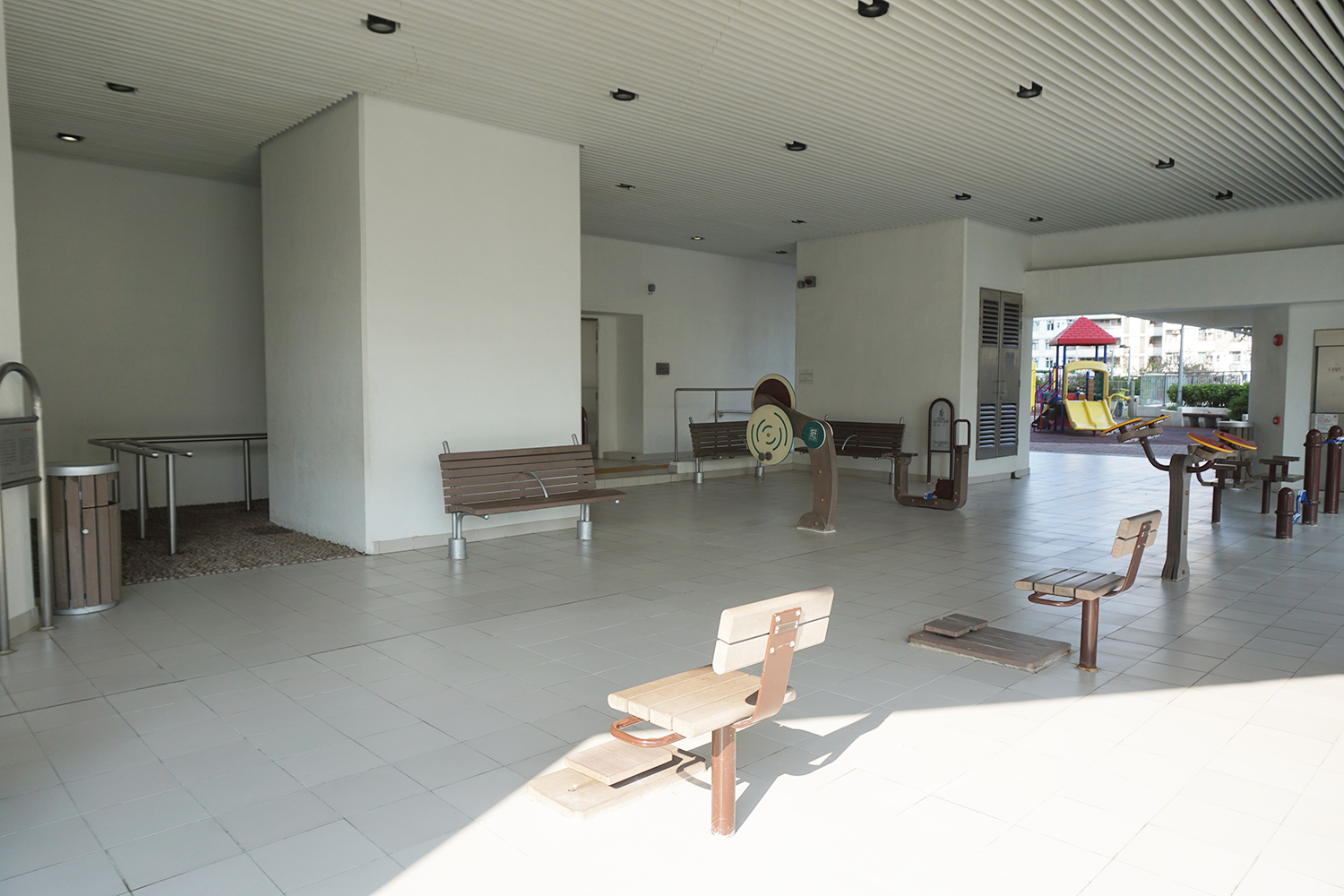
卵石路步行徑及健體區

### 歷代樓宇
| 重建前的美東邨 | 重建前的美東邨        | 重建前的美東邨                                               | 重建前的美東邨 | 重建前的美東邨 | 重建前的美東邨 | 重建前的美東邨   | 重建前的美東邨       | 重建前的美東邨                                          | 重建前的美東邨 | 重建前的美東邨 | 重建前的美東邨       | 重建前的美東邨       |
| 樓宇名稱       | 原定座號              | 樓宇類型                                                     | 落成日期       | 拆卸日期       | 承建商         | 提供升降機的廠商 | 樓宇層數（住宅層數） | 每層伙數                                                | 單位數目（）   | 期數           | 重建後原地所屬的樓宇 | 安置屋邨             |
| -------------- | --------------------- | ------------------------------------------------------------ | -------------- | -------------- | -------------- | ---------------- | -------------------- | ------------------------------------------------------- | -------------- | -------------- | -------------------- | -------------------- |
| 美東樓         | 東頭政府廉租屋邨第6座 | 舊長型大廈 （第七型徙置大廈）（早期型設計）                  | 1974年7月      | 2021年4月12日  | 德榮建築       | 東芝             | 12（2-12樓）         | 二樓設3伙；三樓設23伙；四樓設48伙；五樓至十二樓各設56伙 | 532            | 1              | 四幢未命名樓宇       | 東匯邨 匯智樓 安泰邨 |
| 美寶樓         | （不適用）            | 舊長型大廈 （中央走廊式，特別設計；南翼設計類似「I」型大廈） | 1983年1月      | 2021年4月12日  | 祥記建築       | 東芝             | 8（2-8樓）           | 二樓至八樓各設19伙                                      | 133            | 2              | 四幢未命名樓宇       | 東匯邨 匯智樓 安泰邨 |

粗體表示該樓宇牽涉26座問題公屋醜聞，其混凝土強度未達高層單位20.7MPa或低層單位31MPa的標準，但遲至1985年被揭發，但由於情況並不嚴重，故此一直未列入「整體重建計劃」。

#### 美東樓

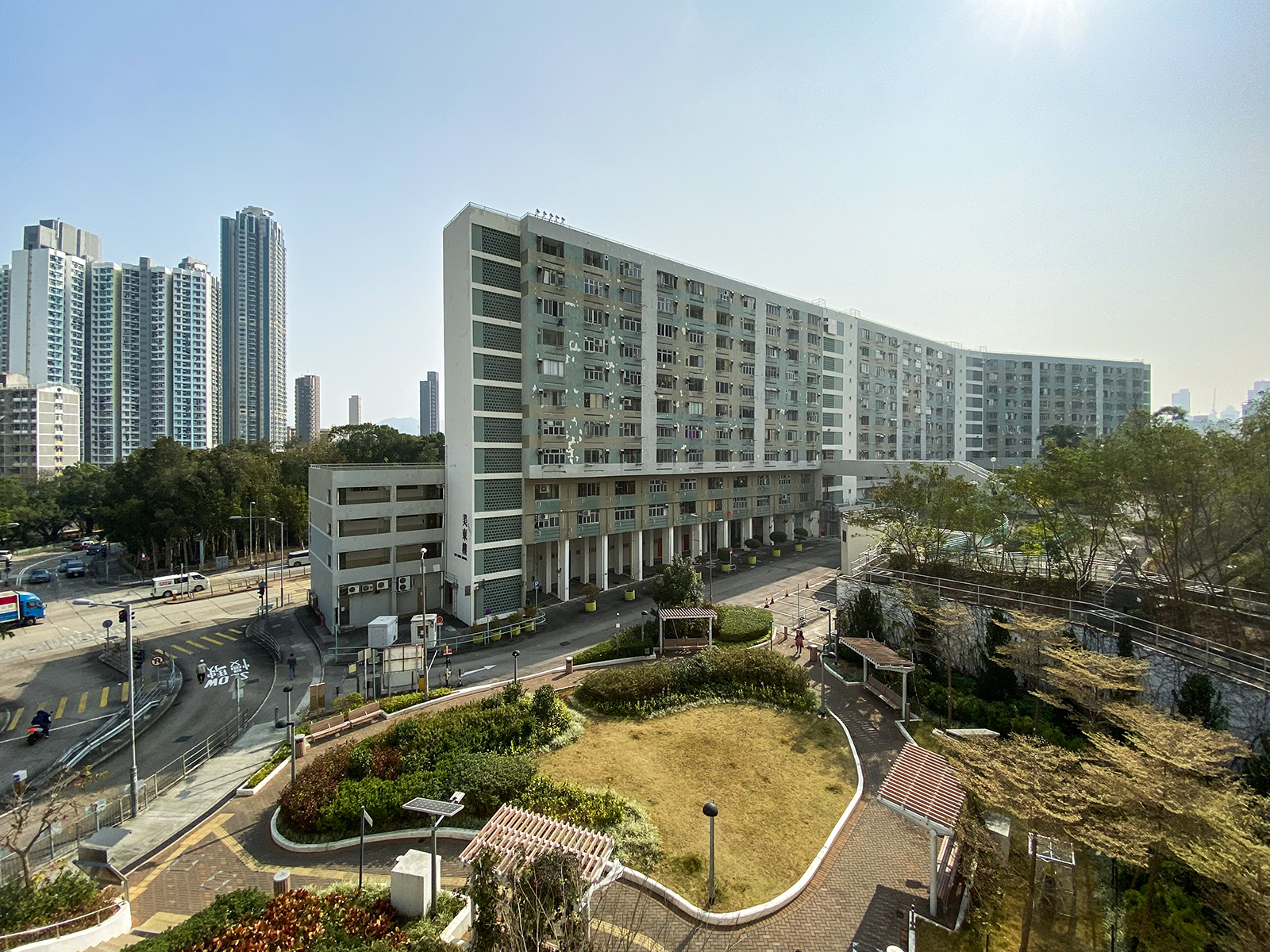
美東樓背面（2021年1月）

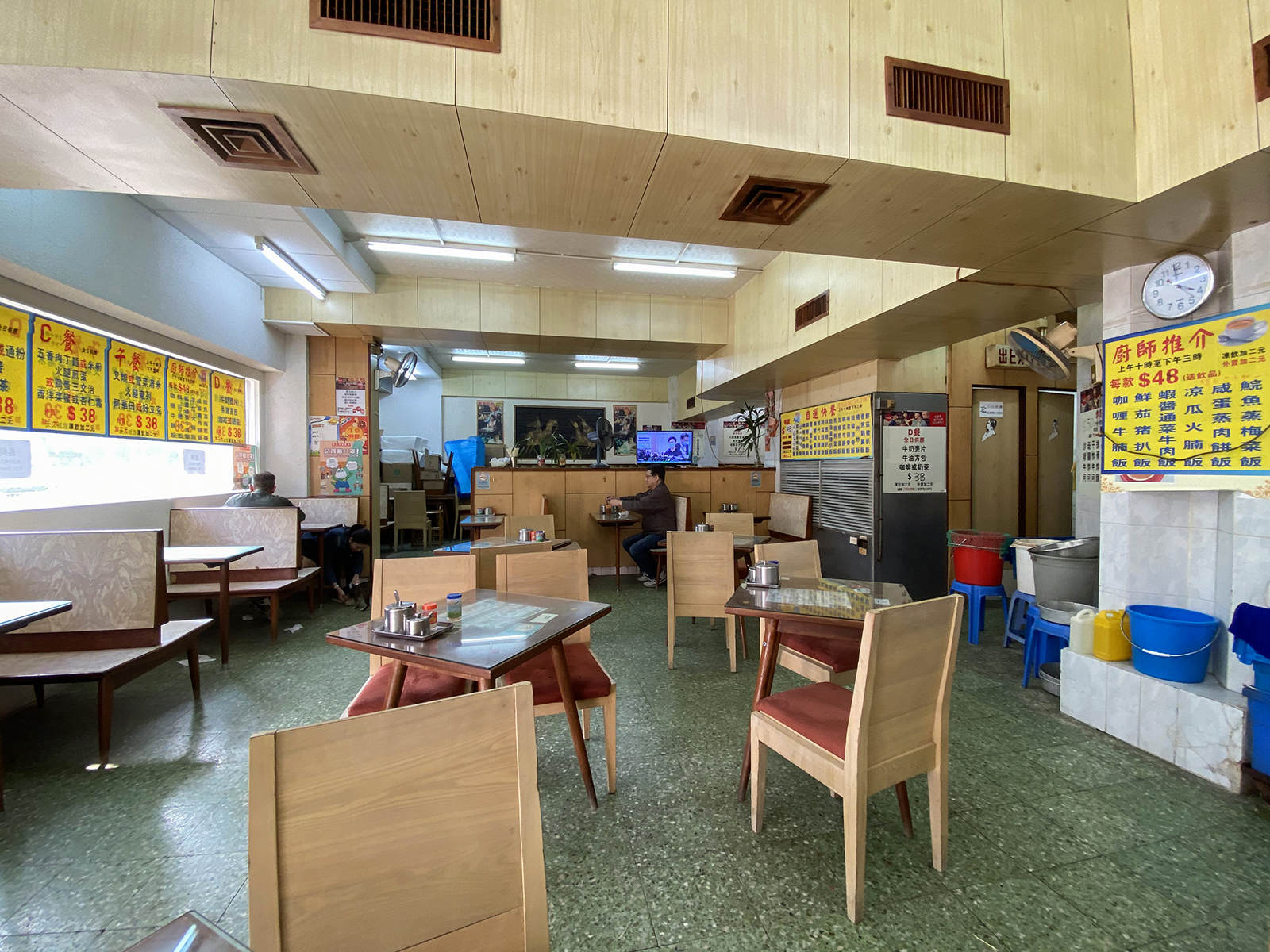
義興冰廳在1975年開業，保留懷舊味道的裝修，現時已經因為重建而結束營業

美東樓在1974年7月落成，樓高12層，提供532個單位。大廈依山而建，其東面的第1層有2樓，但在其西面的第一層則為4字樓。而東面部份設天橋連接戶外空間。而西面4樓設有住客專用的平台，提供數張石屎座椅。地面設雖然設多間商店，不過大量商店在2010年代已經空置，只有少量雜貨店繼續經營。餐廳包括開業45年的義興冰廳，店主希望重建之後能夠重開，不過其後表示到2021年2月28日結束營業。而後方為停車場和房屋署特遣行動小組總部。

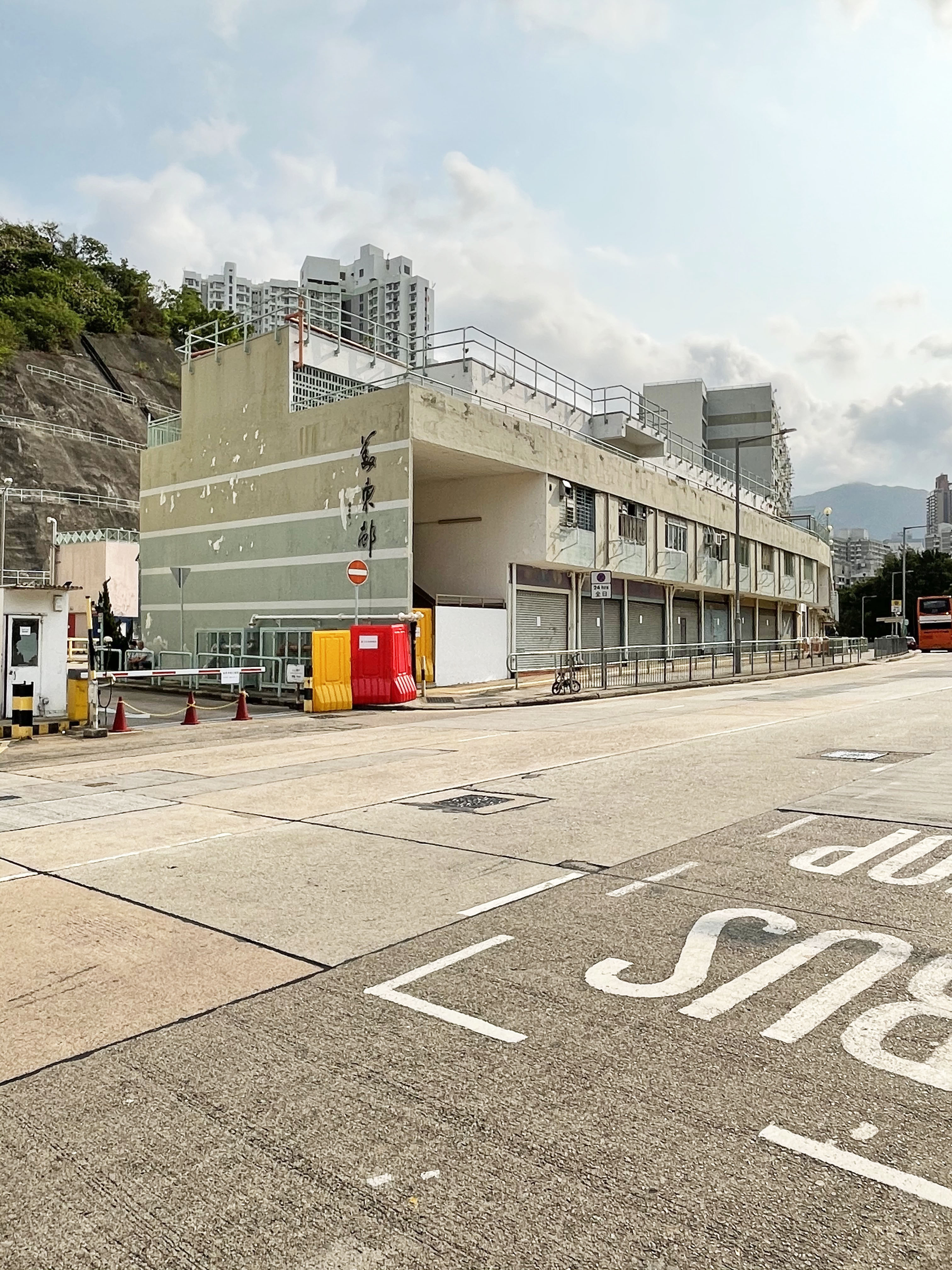
即將拆卸的美東樓（2021年3月）
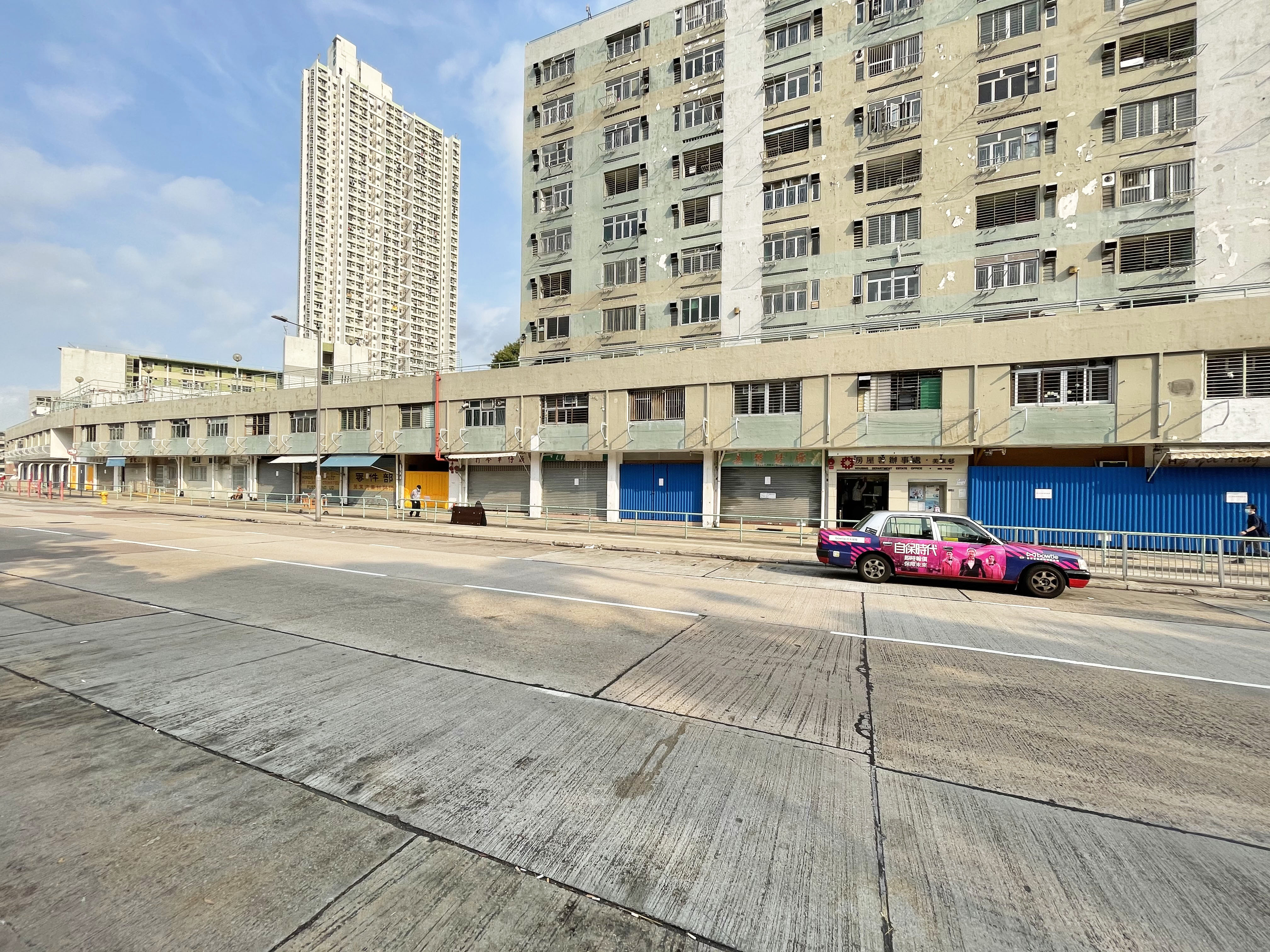
美東樓全數商店已經清空（2021年3月）
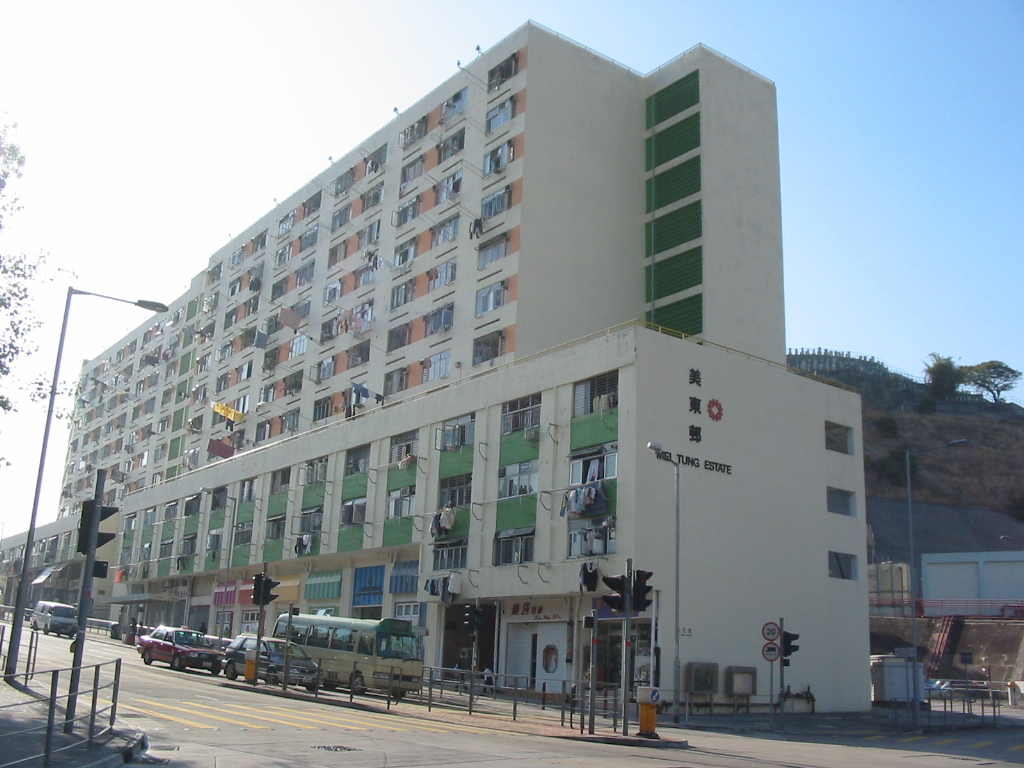
美東樓東面（2007年11月）
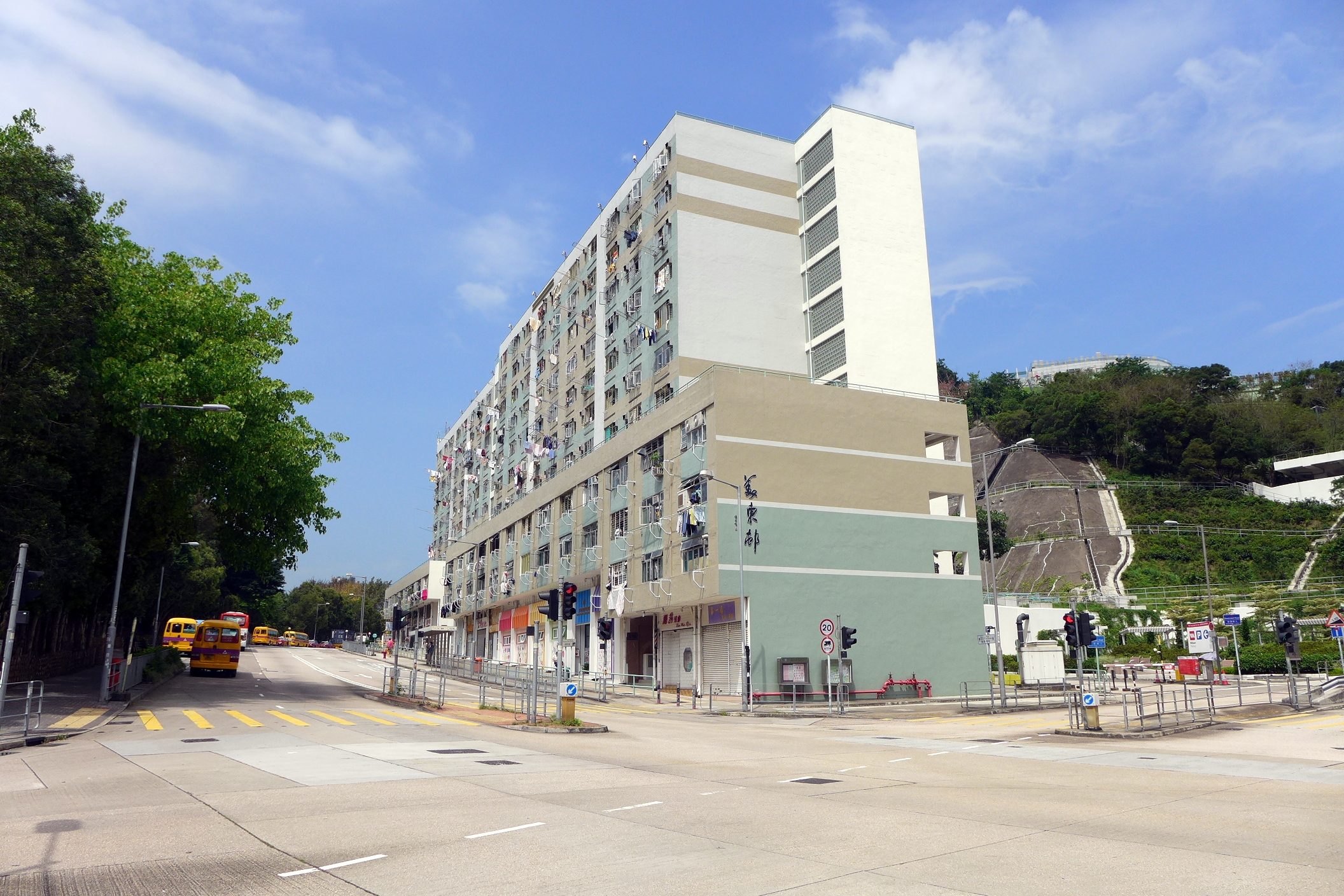
美東樓東北面（2016年5月）
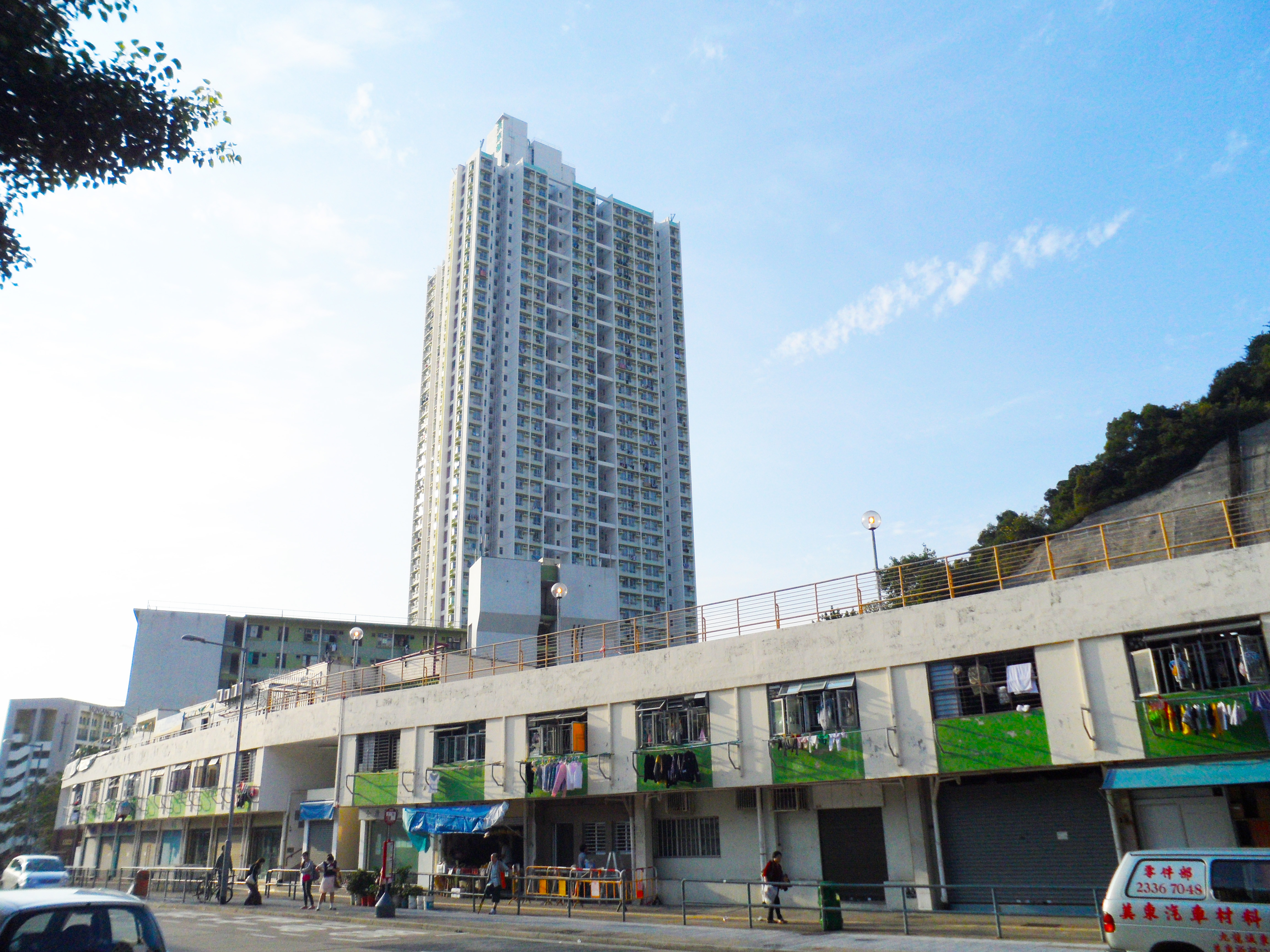
美東樓部份範圍只有一層（2012年11月）
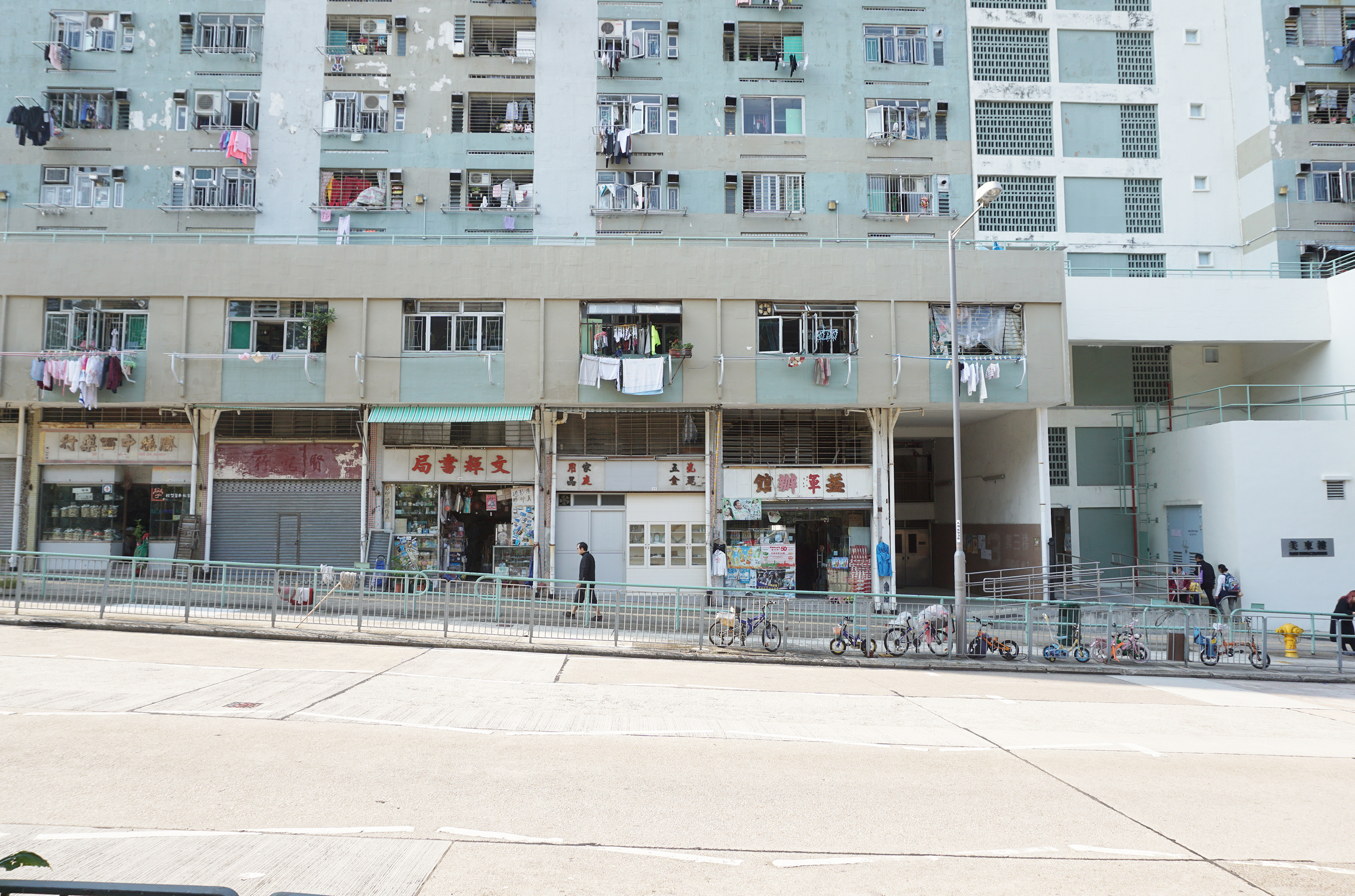
美東樓地舖（2019年3月）
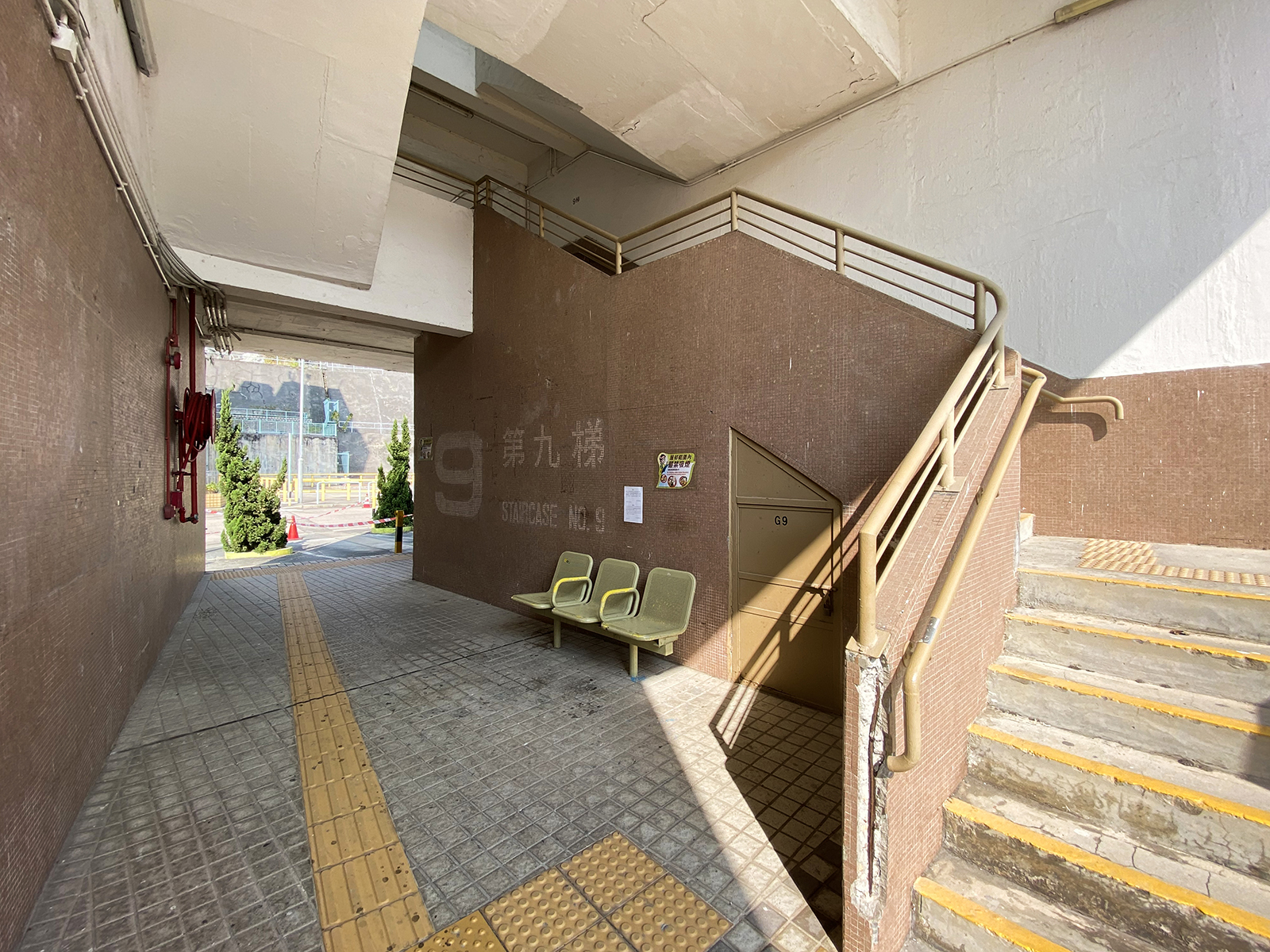
美東樓9號樓梯（2021年1月）
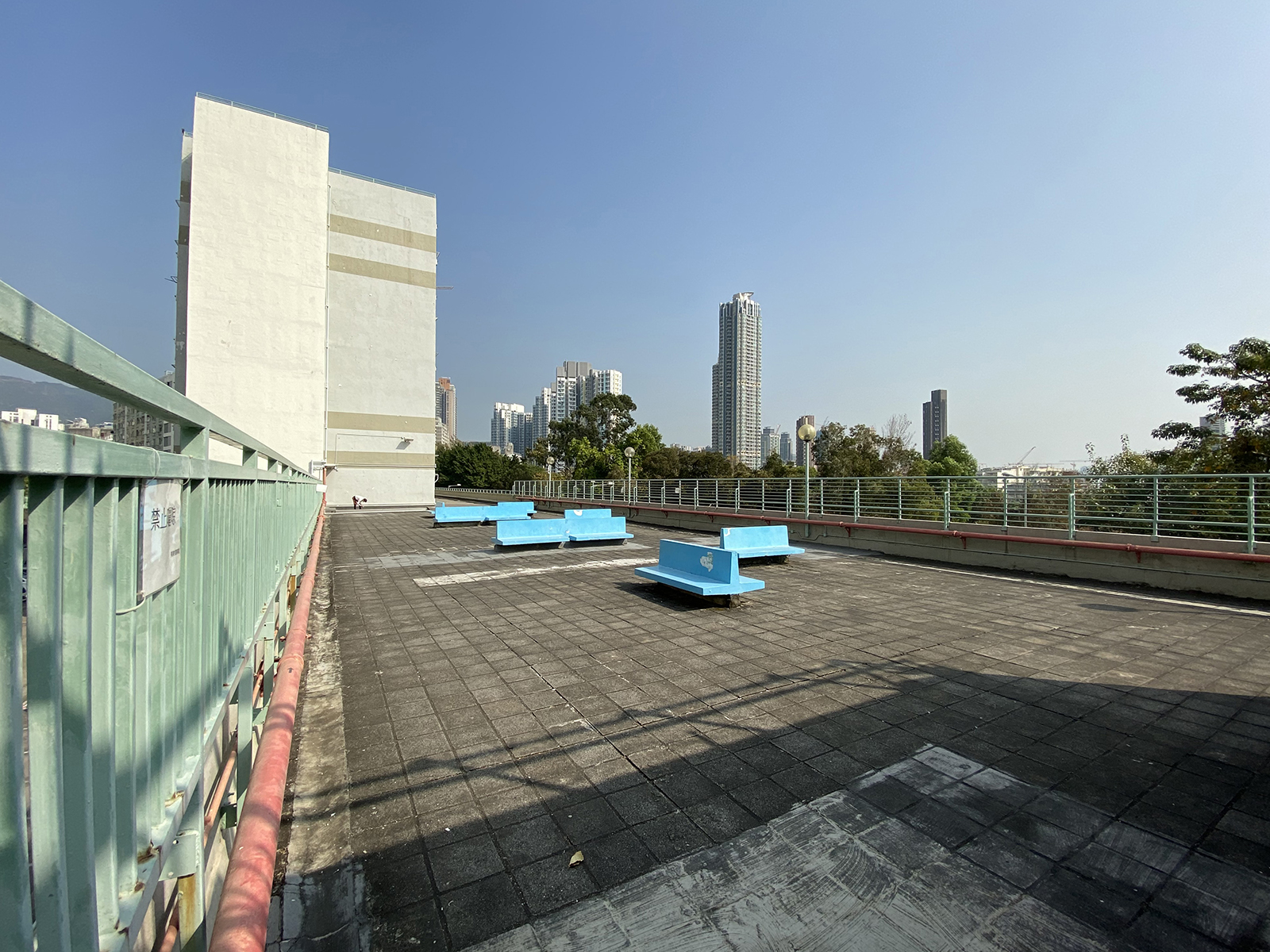
美東樓4樓設住客專用的平台（2021年1月）
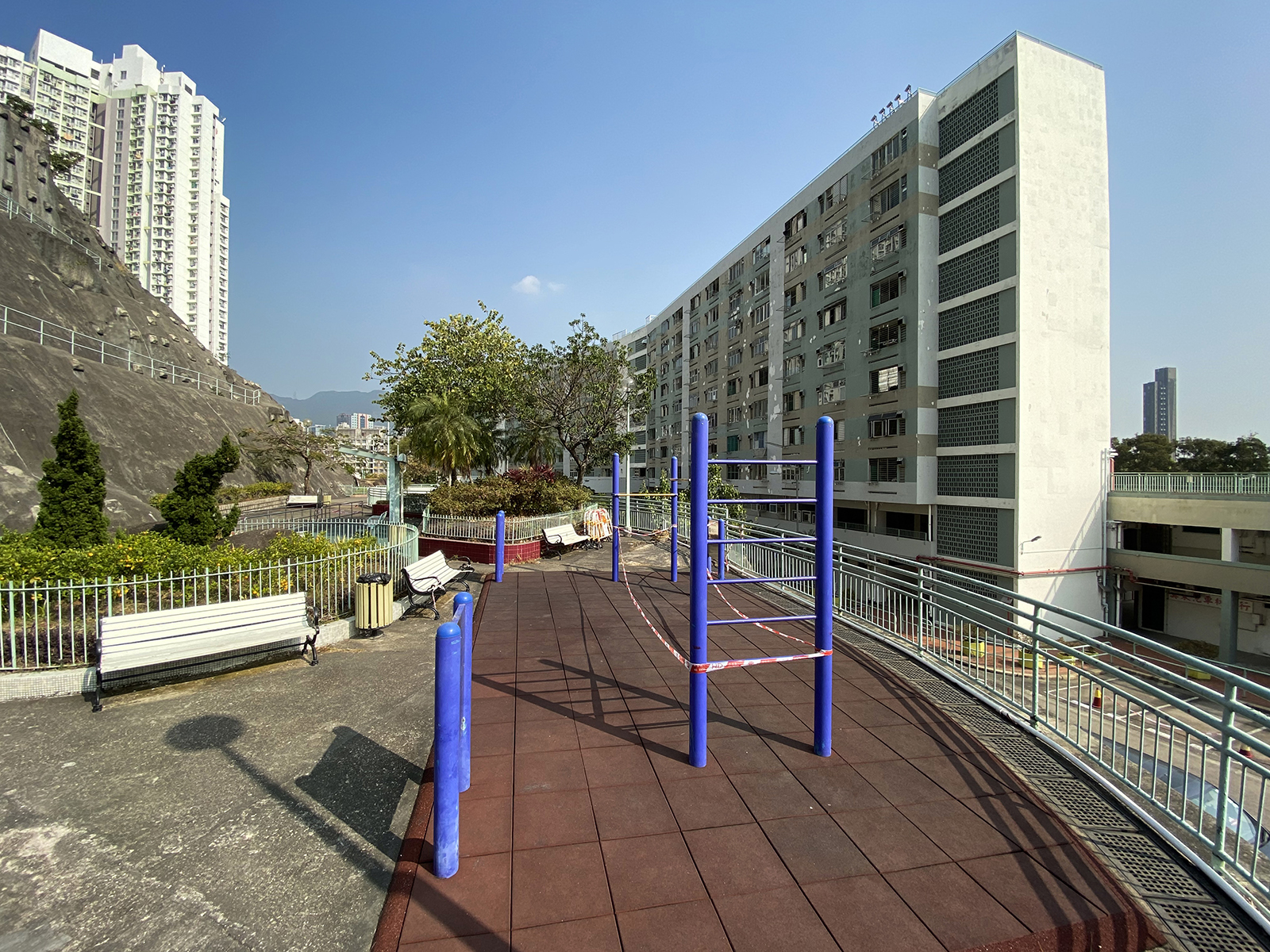
美東樓後山的健身區（2021年1月）
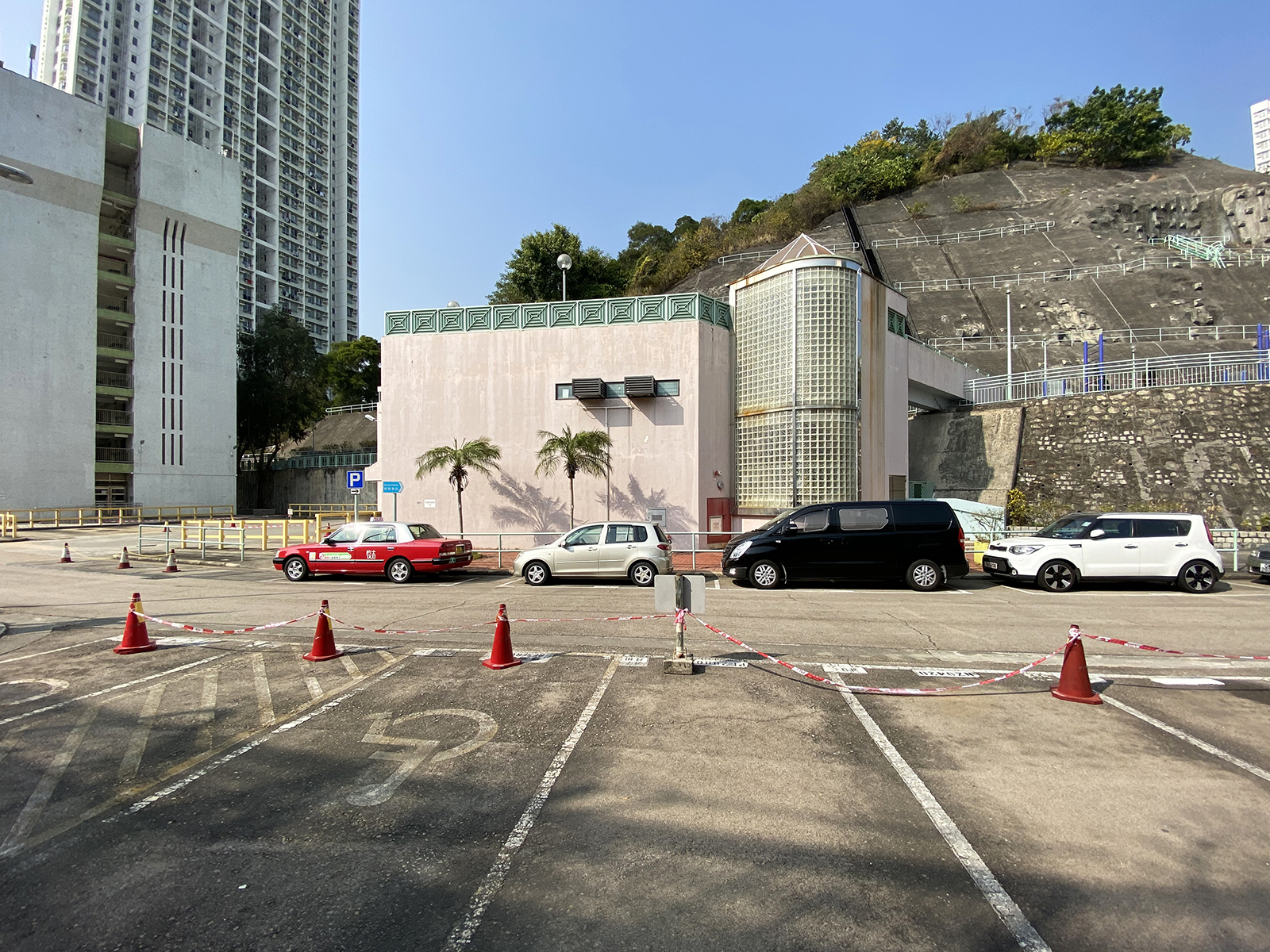
房屋署特遣行動小組總部（2021年1月）

#### 美寶樓
美寶樓在1983年落成，樓高8層，提供133個單位。

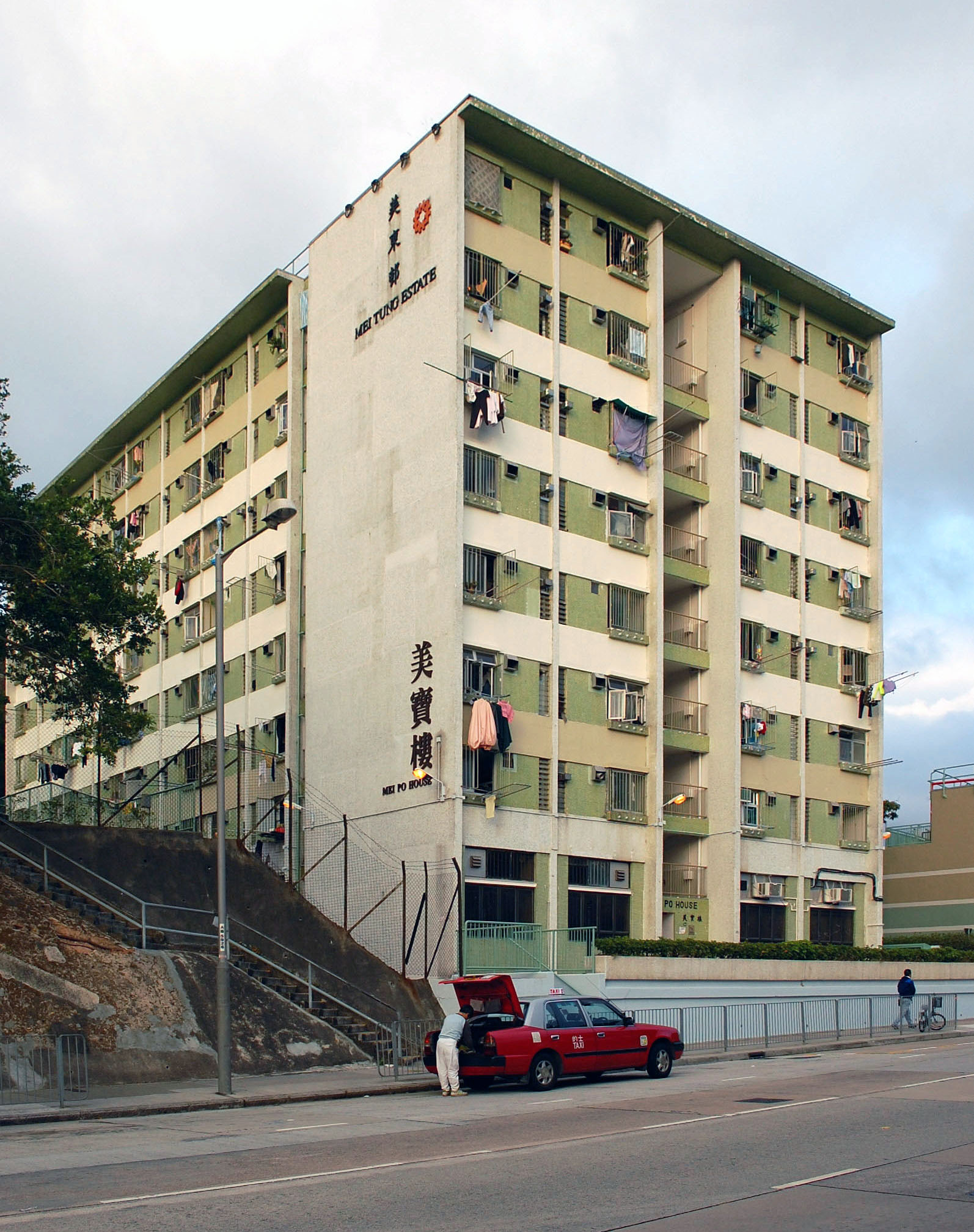
清空單位前的美寶樓（2014年2月）
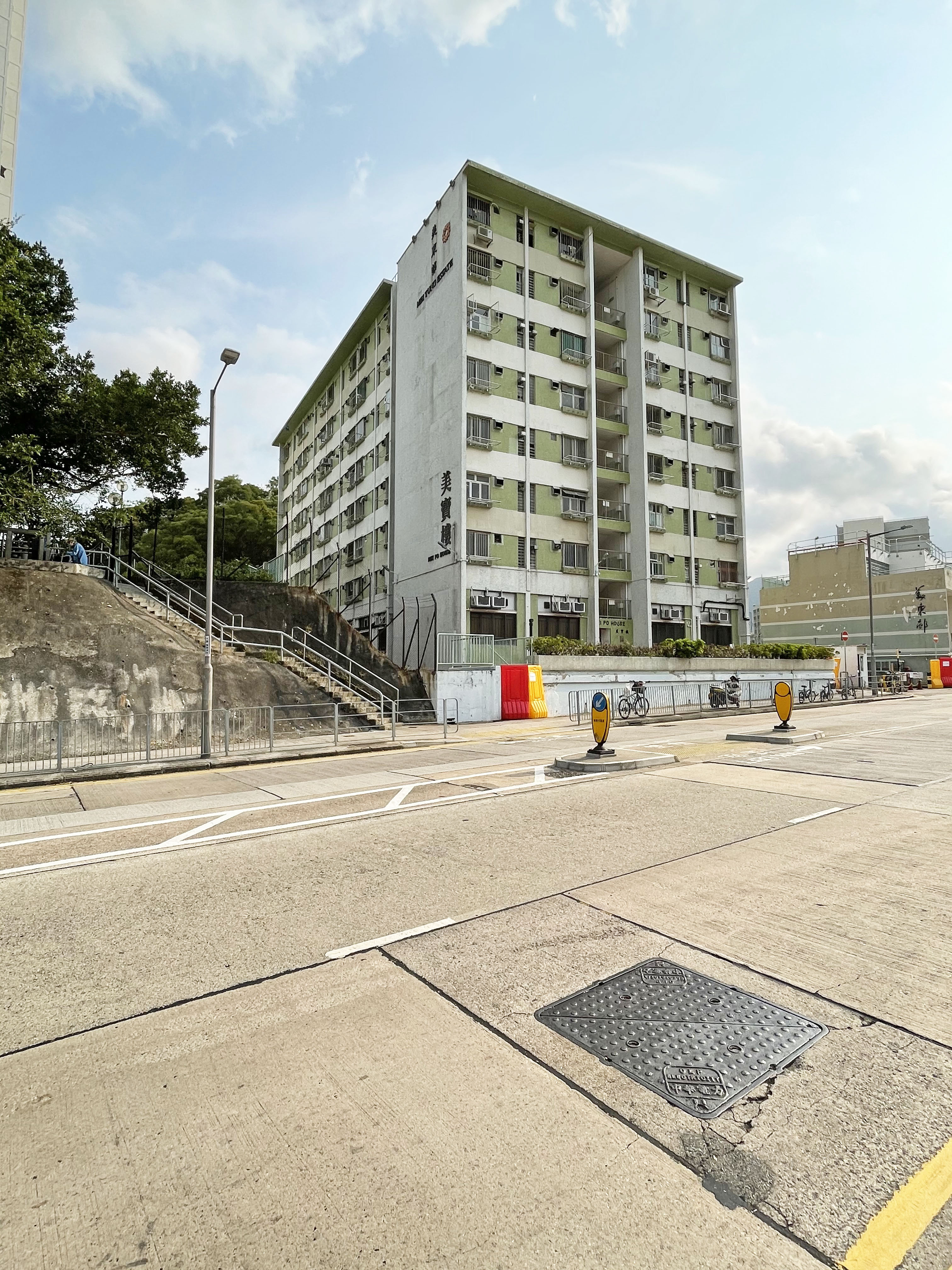
即將拆卸的美寶樓（2021年3月）
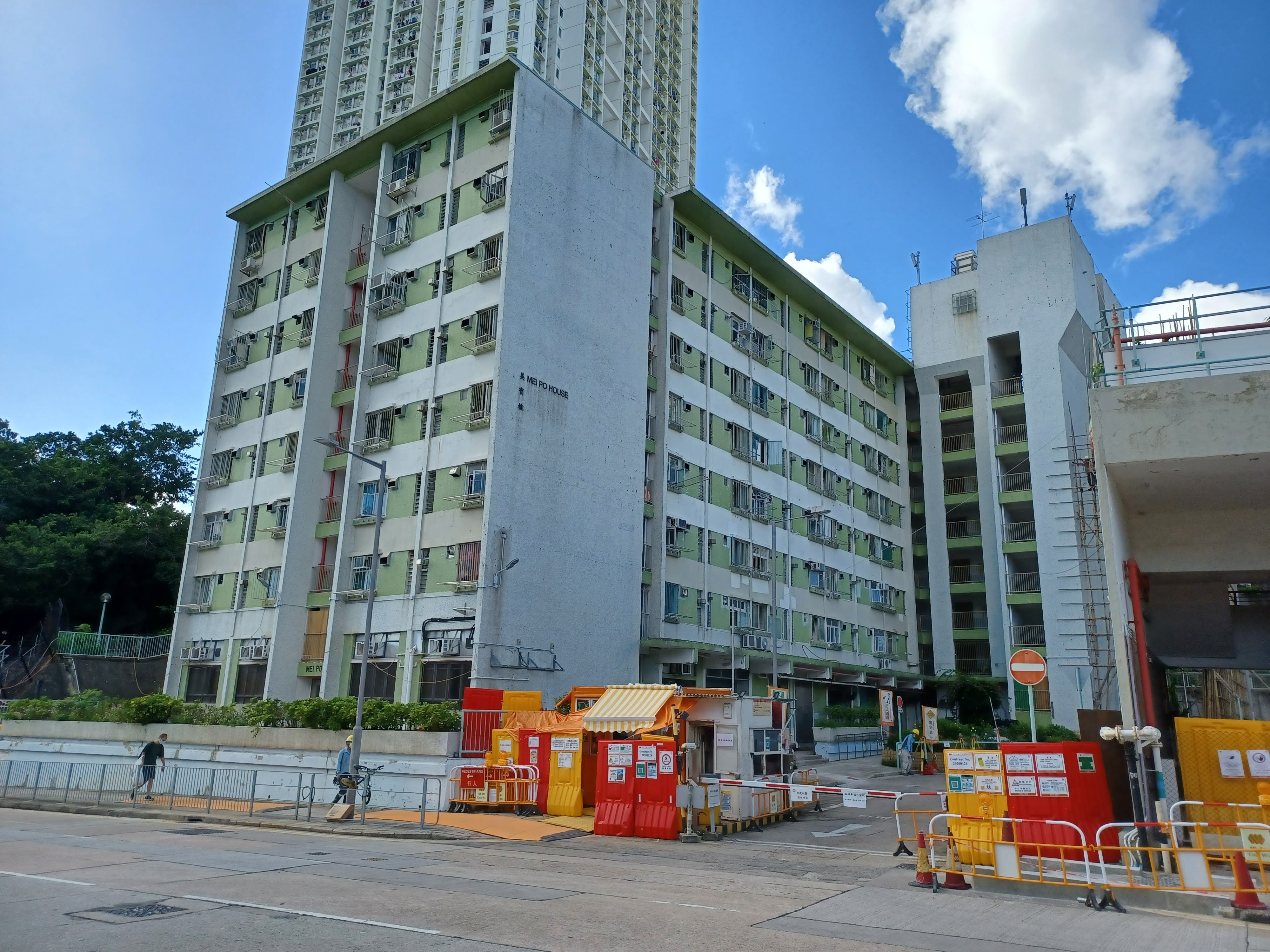
即將拆卸的美寶樓（2021年7月）

#### 重建前的圖片庫

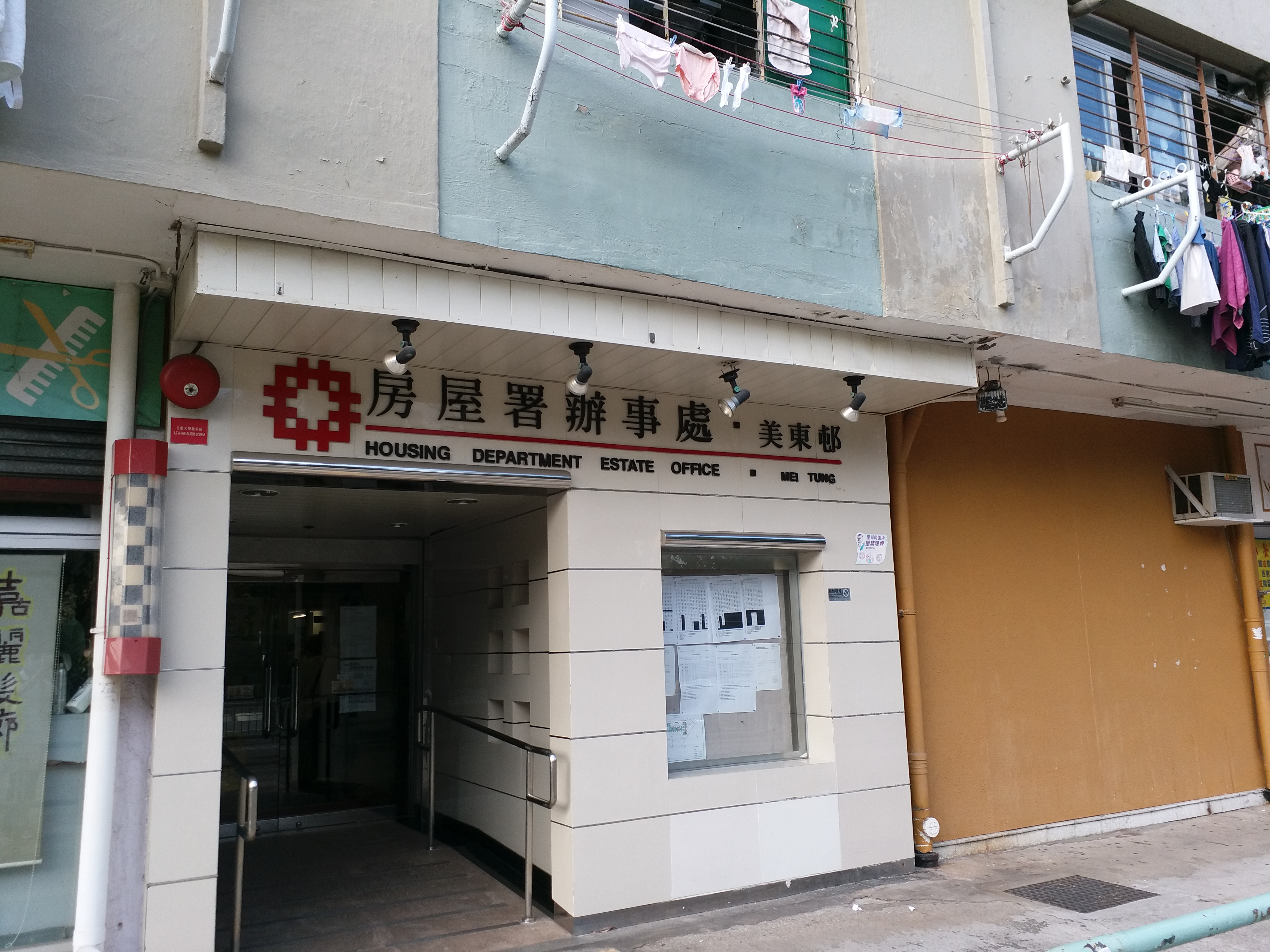
美東樓地下的房屋署辦事處（2020年11月）
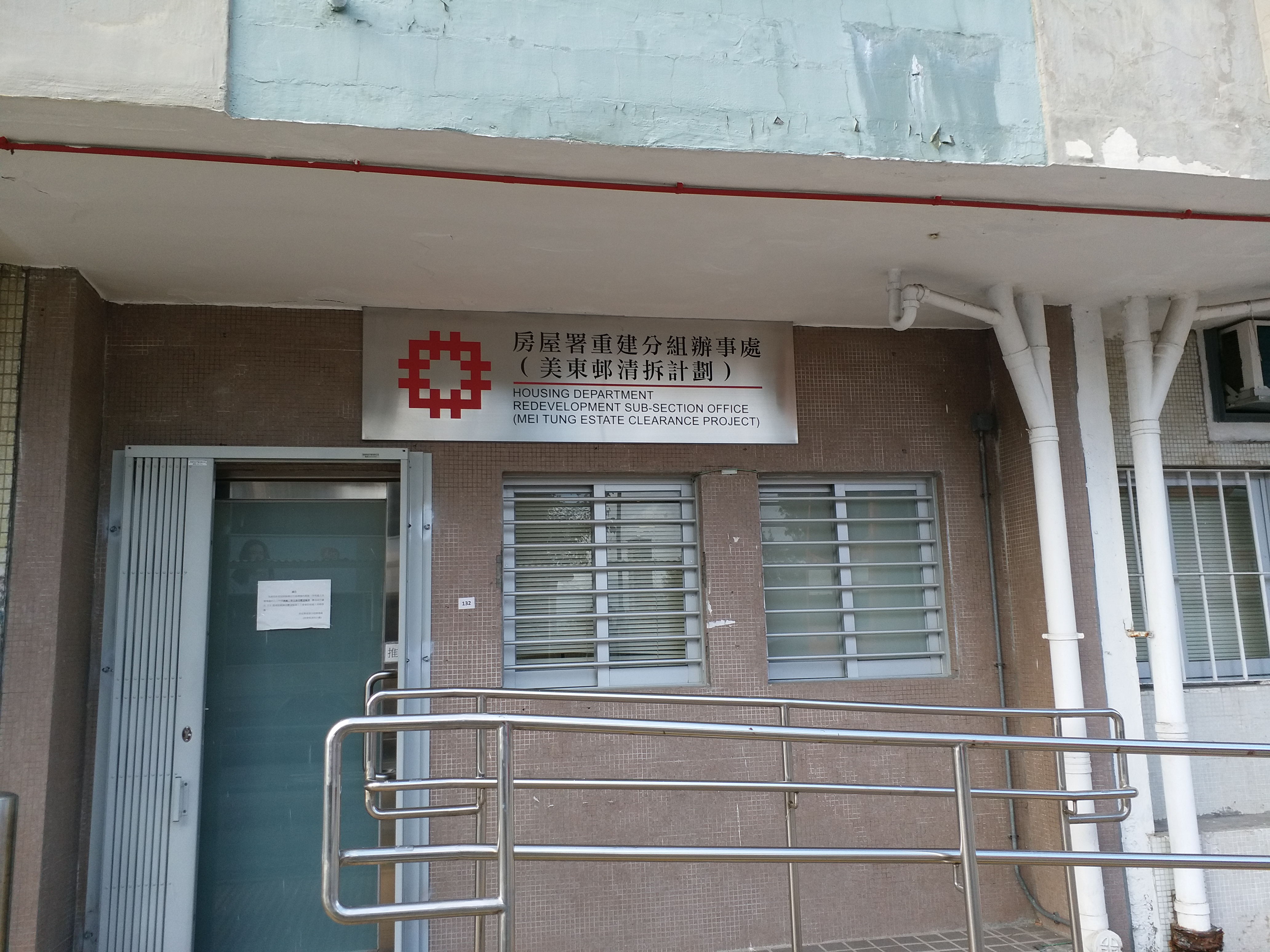
美東樓地下的房屋署重建分組辦事處（美東邨清拆計劃）（2020年11月）
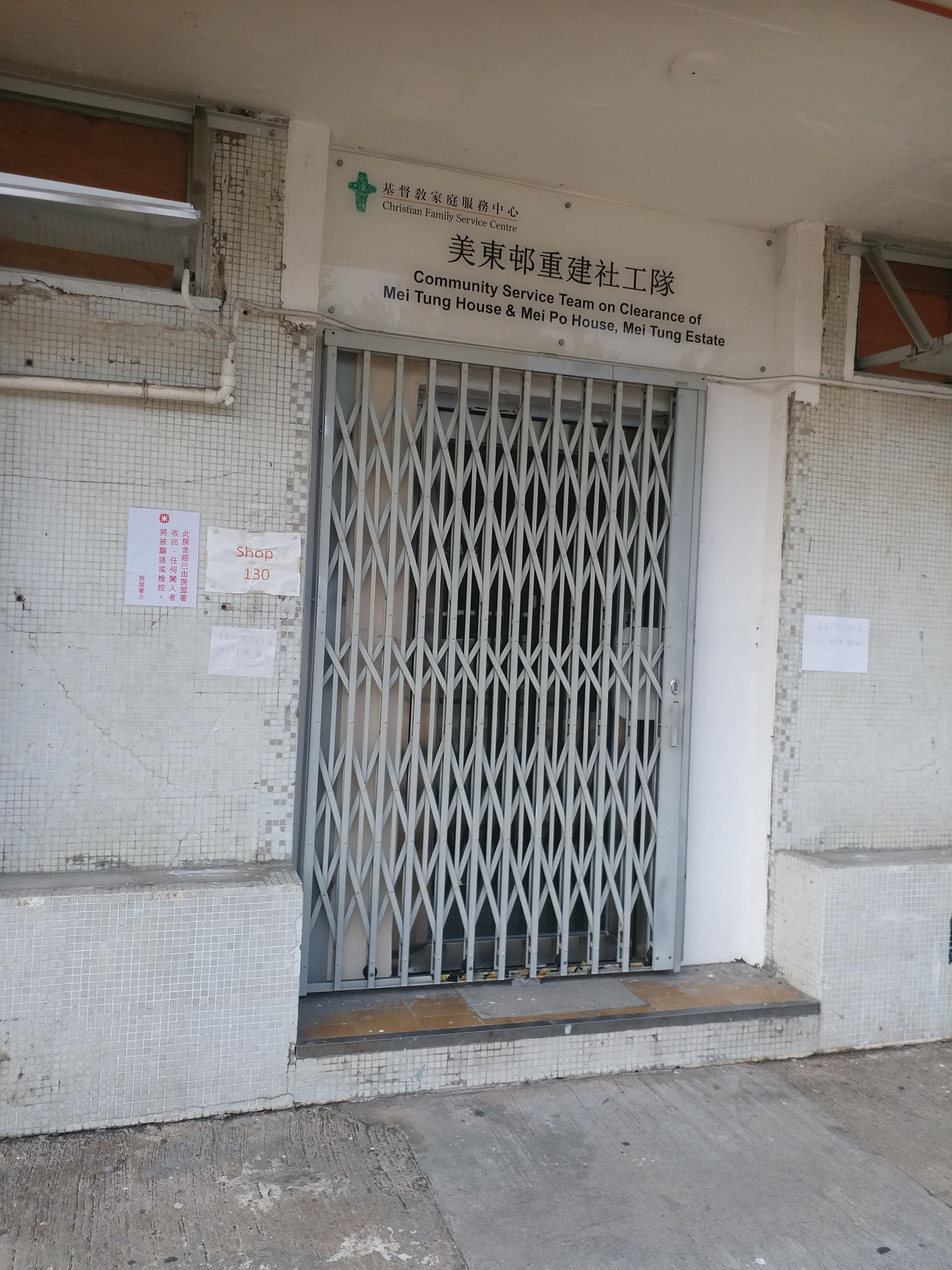
美東樓地下的美東邨重建社工隊（2021年3月）

### 圖片庫

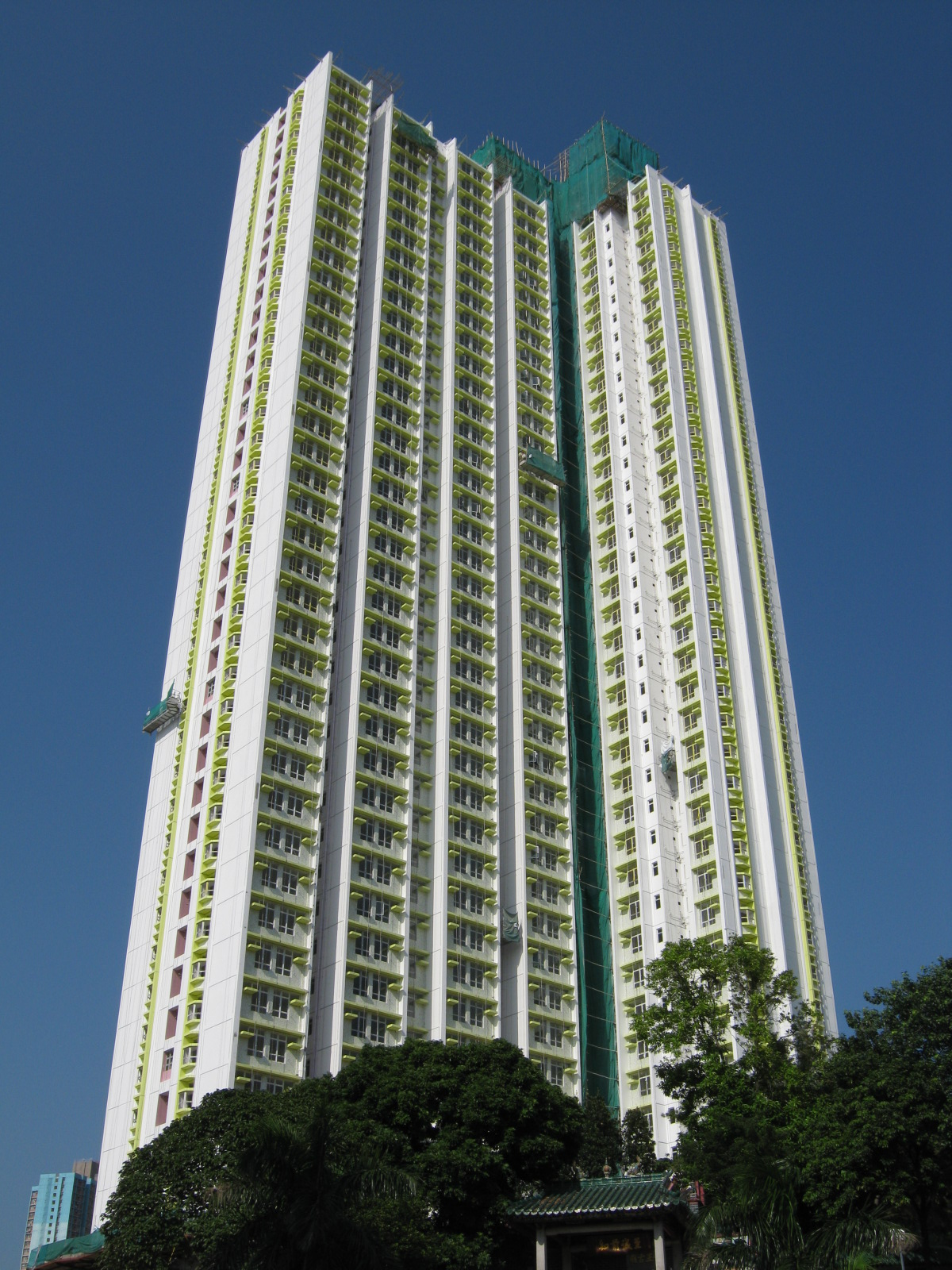
準備落成的美仁樓（2009年9月）
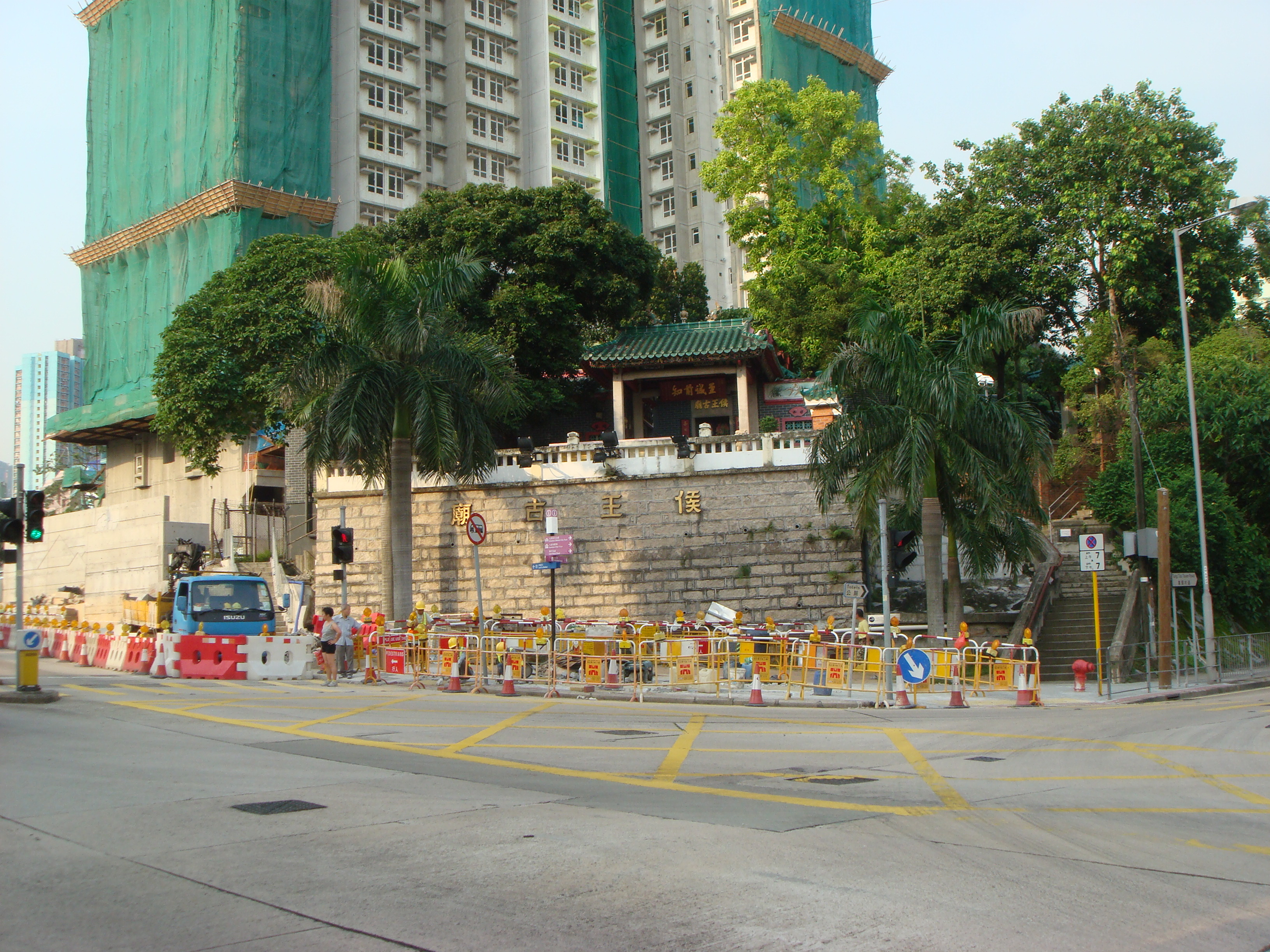
侯王古廟與當時準備落成的美仁樓（2009年11月）
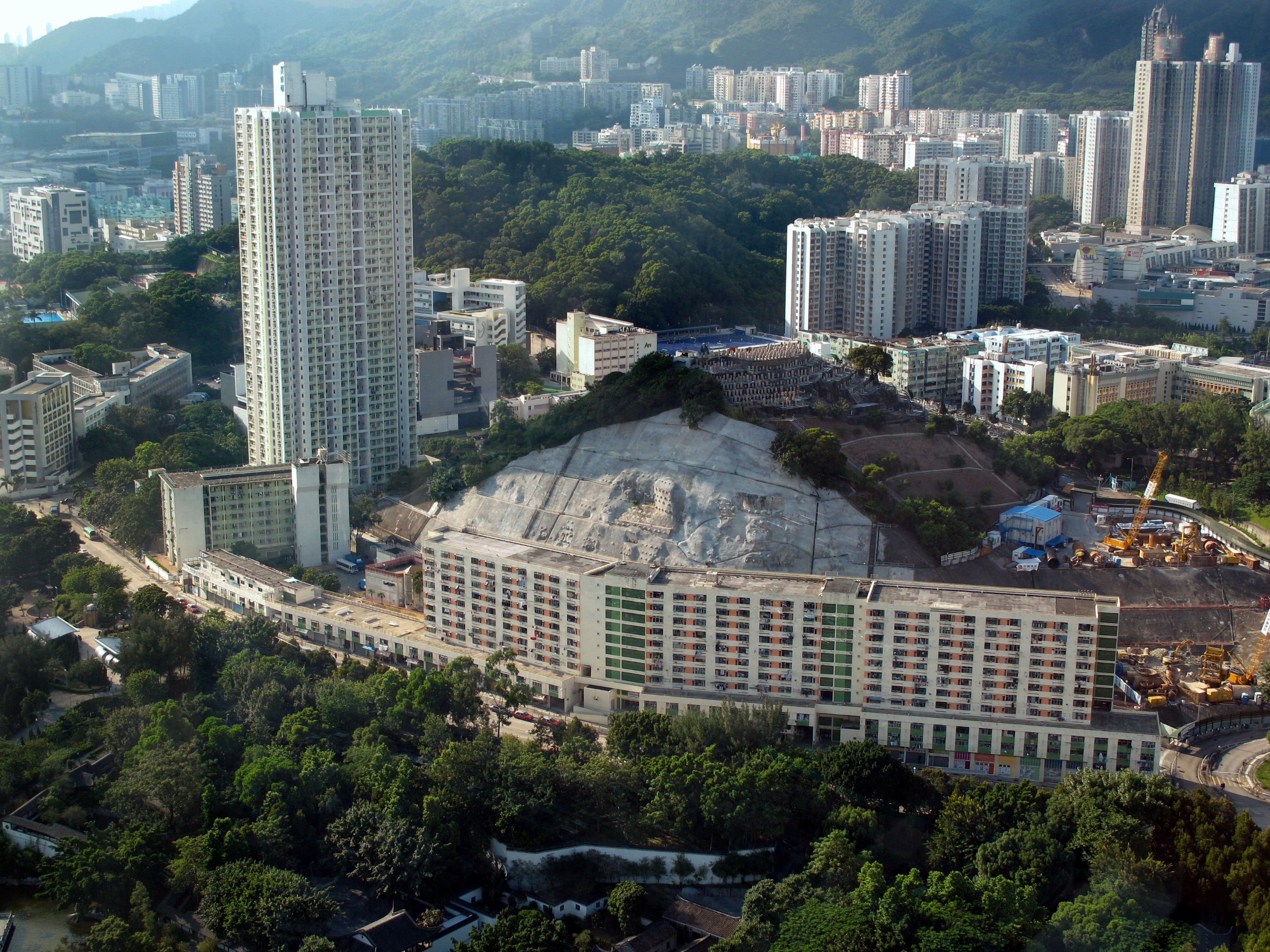
美仁樓、美寶樓及美東樓，右方地盤為當時興建中之美德樓（2010年10月）
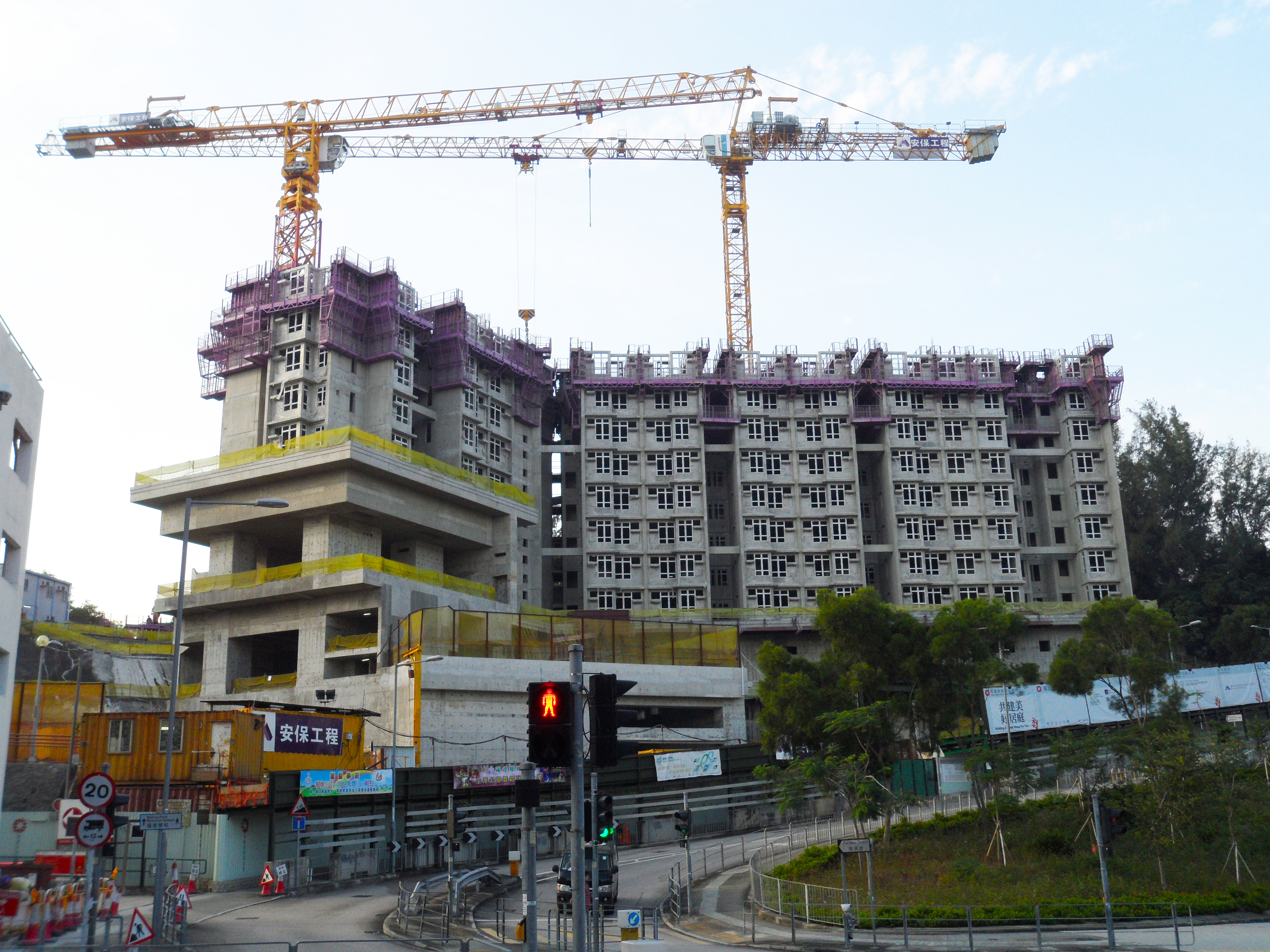
興建中的美德樓東南面（2012年11月）
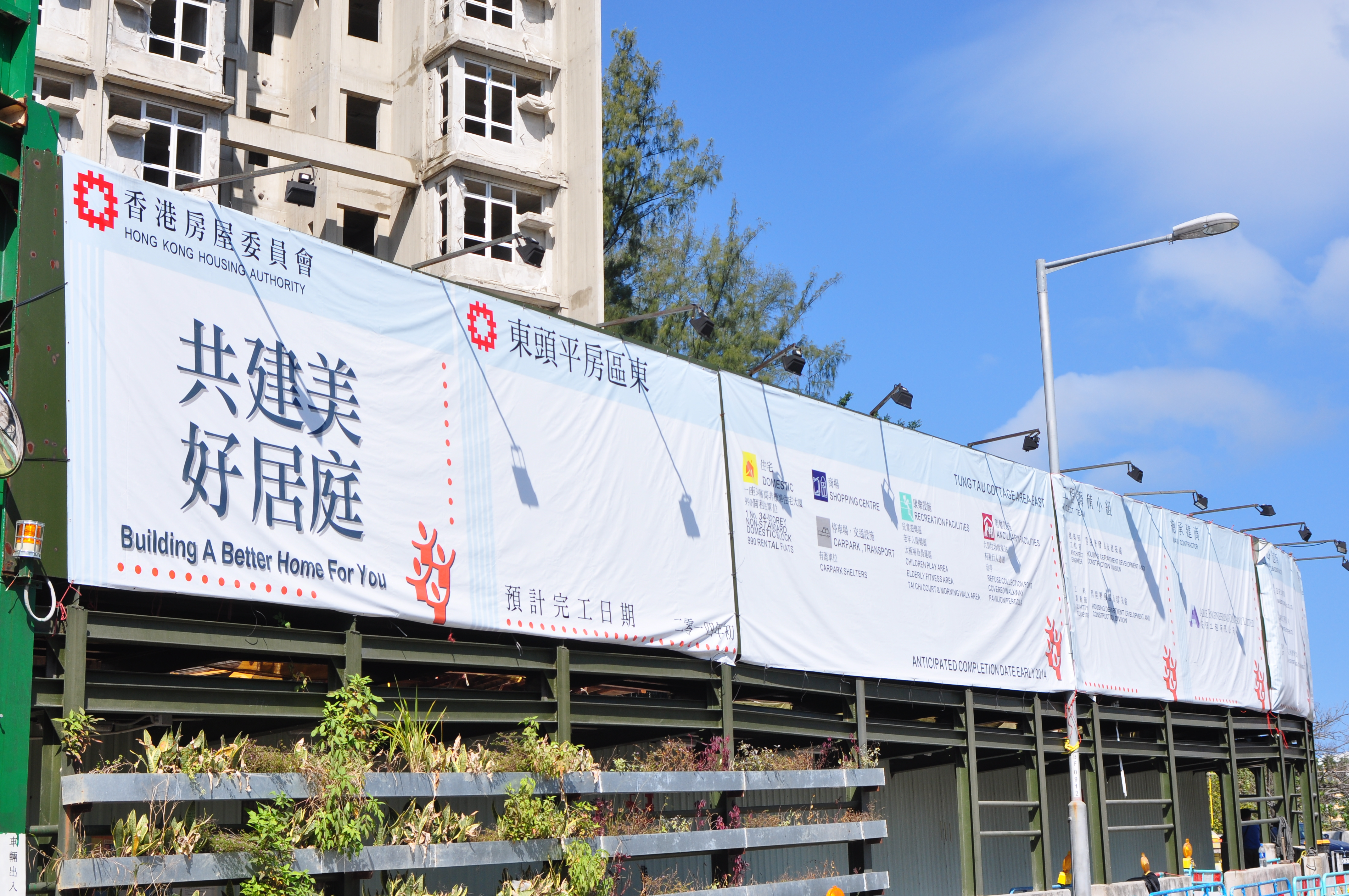
美德樓工程告示板（2012年12月）
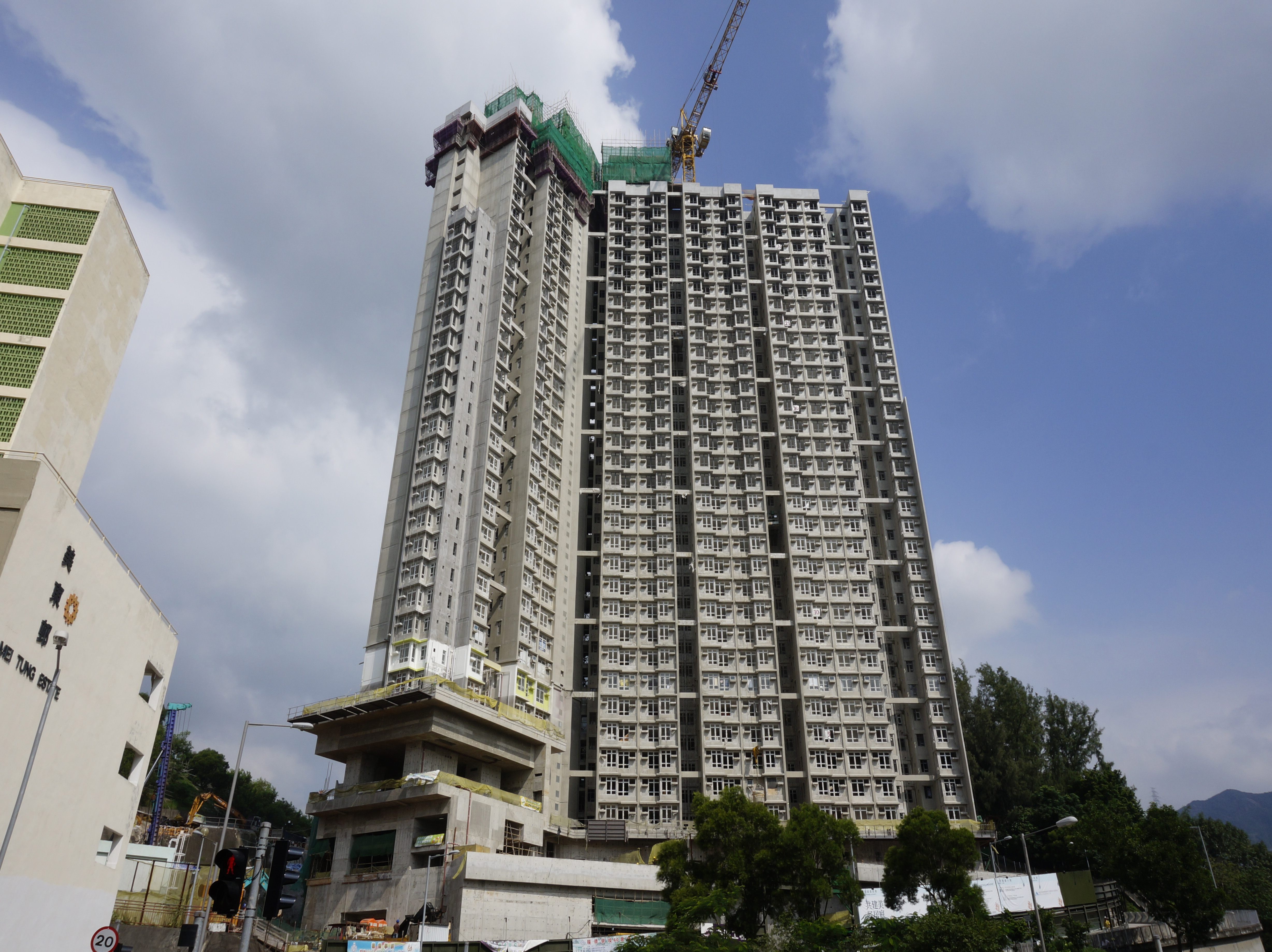
正處於外牆髹油階段之美德樓（2013年9月）
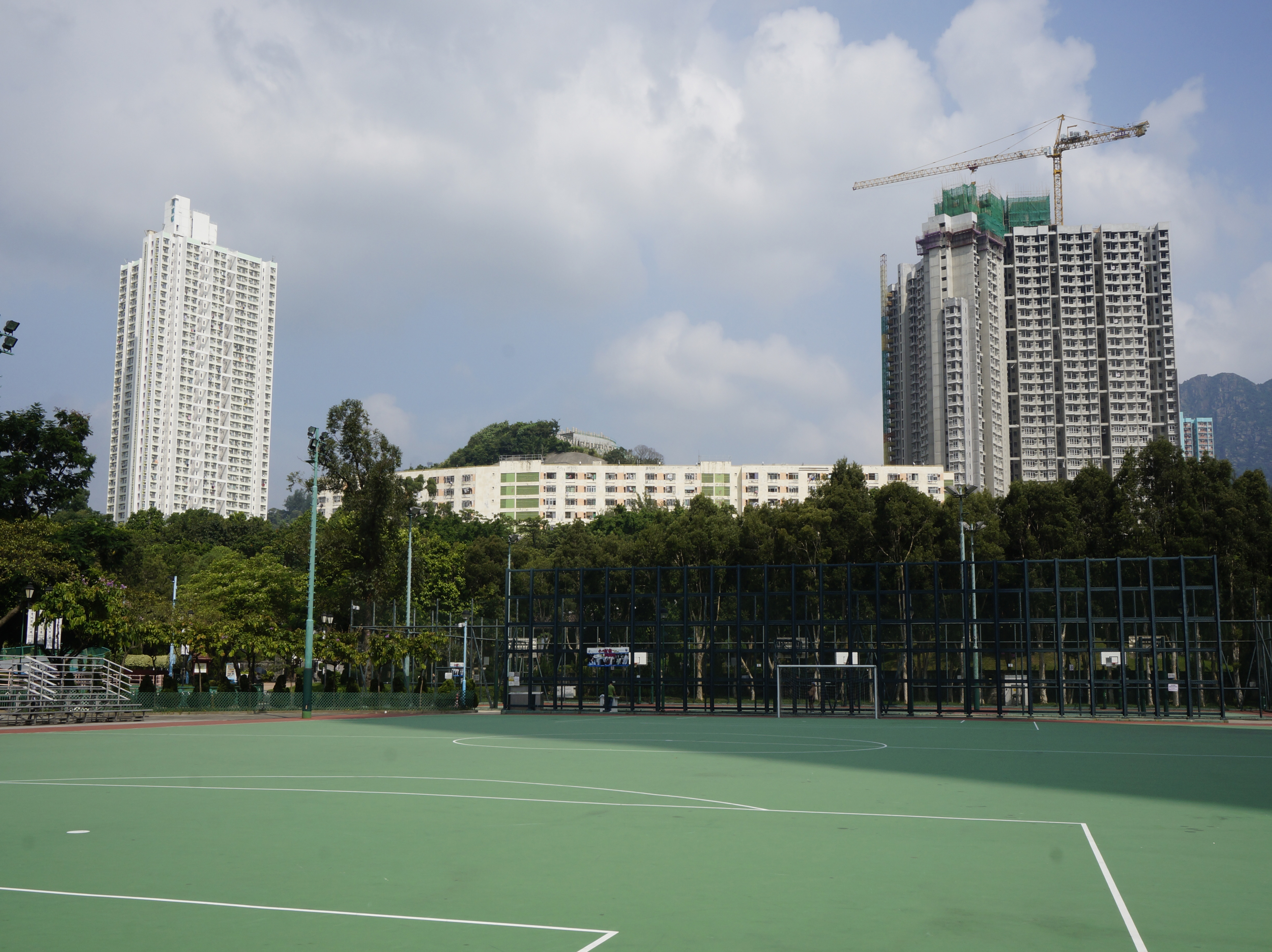
賈炳達道公園遠望美東邨南面（2013年9月）
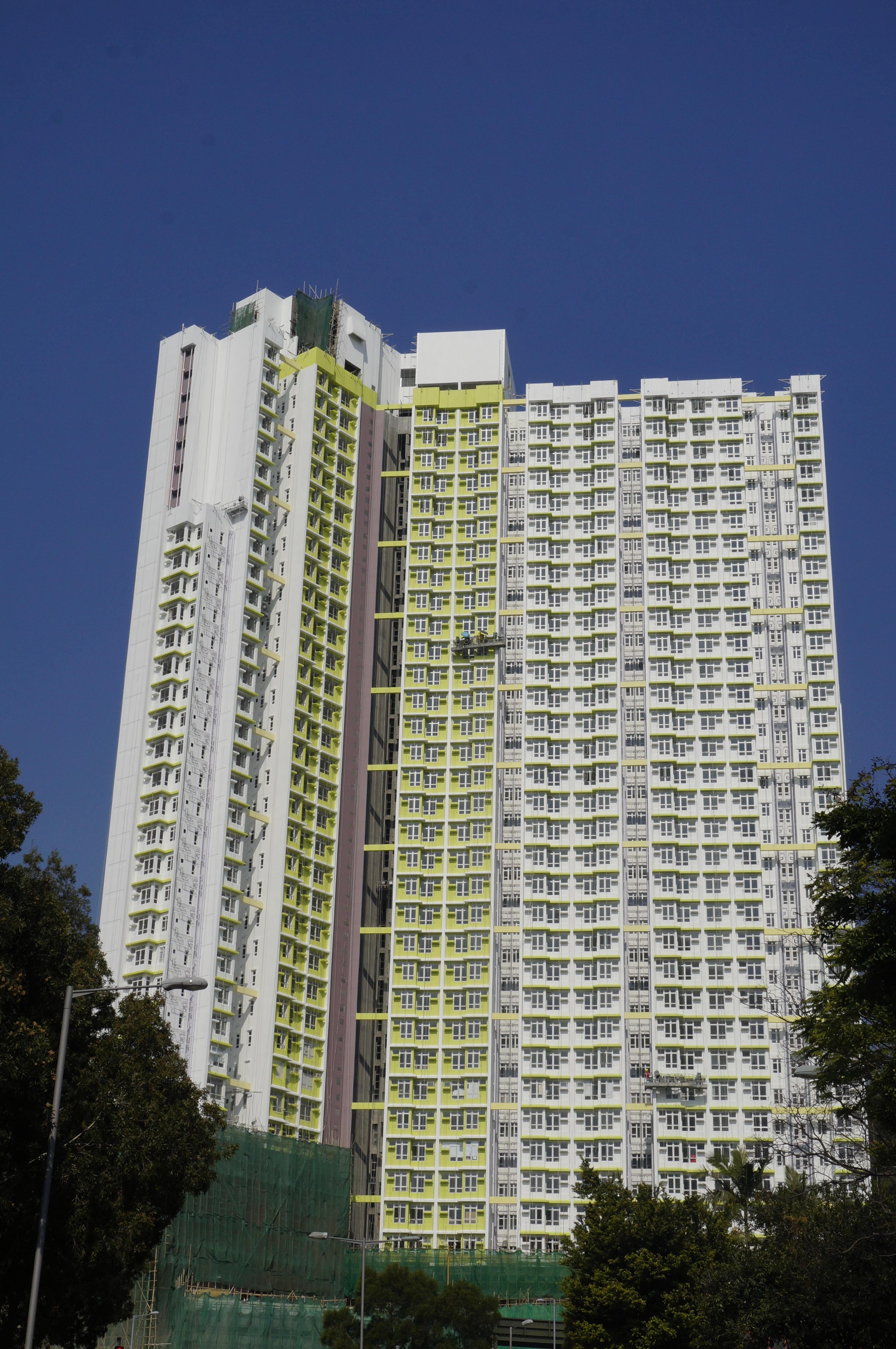
準備落成的美德樓（2014年1月）
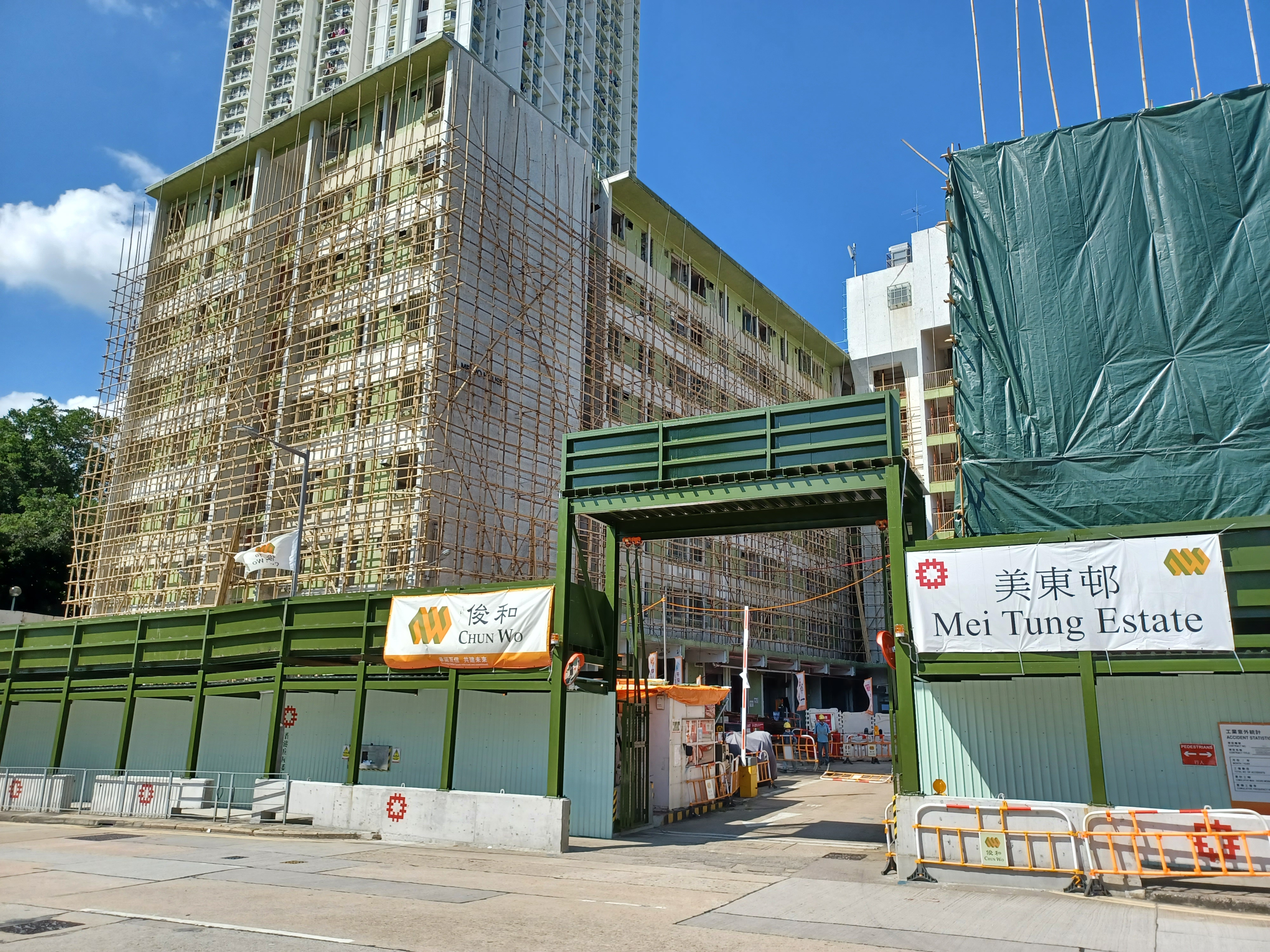
準備拆卸的美寶樓（2021年10月）
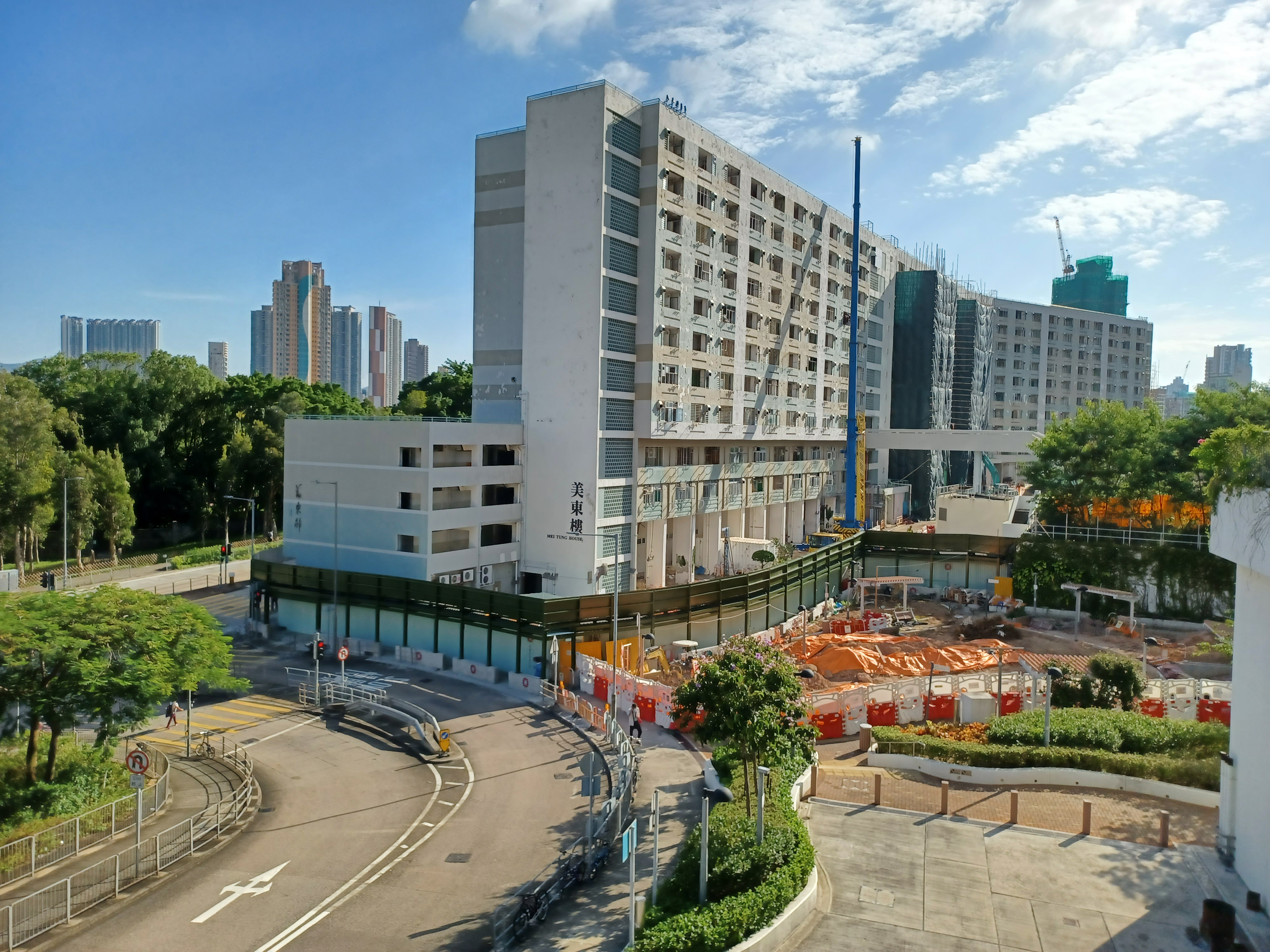
拆卸期間的美東樓（2021年10月）
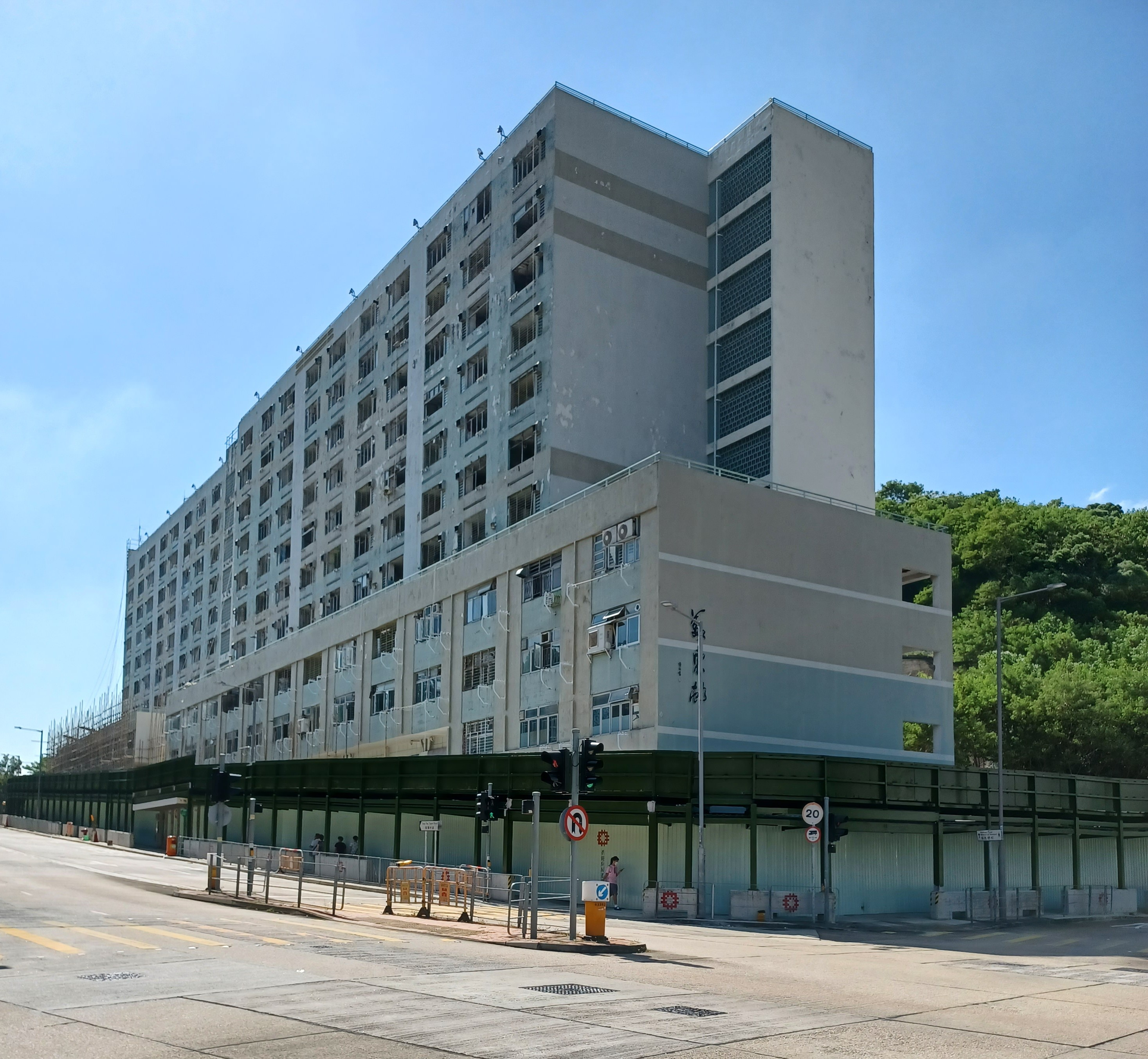
準備拆卸的美東樓（2021年10月）
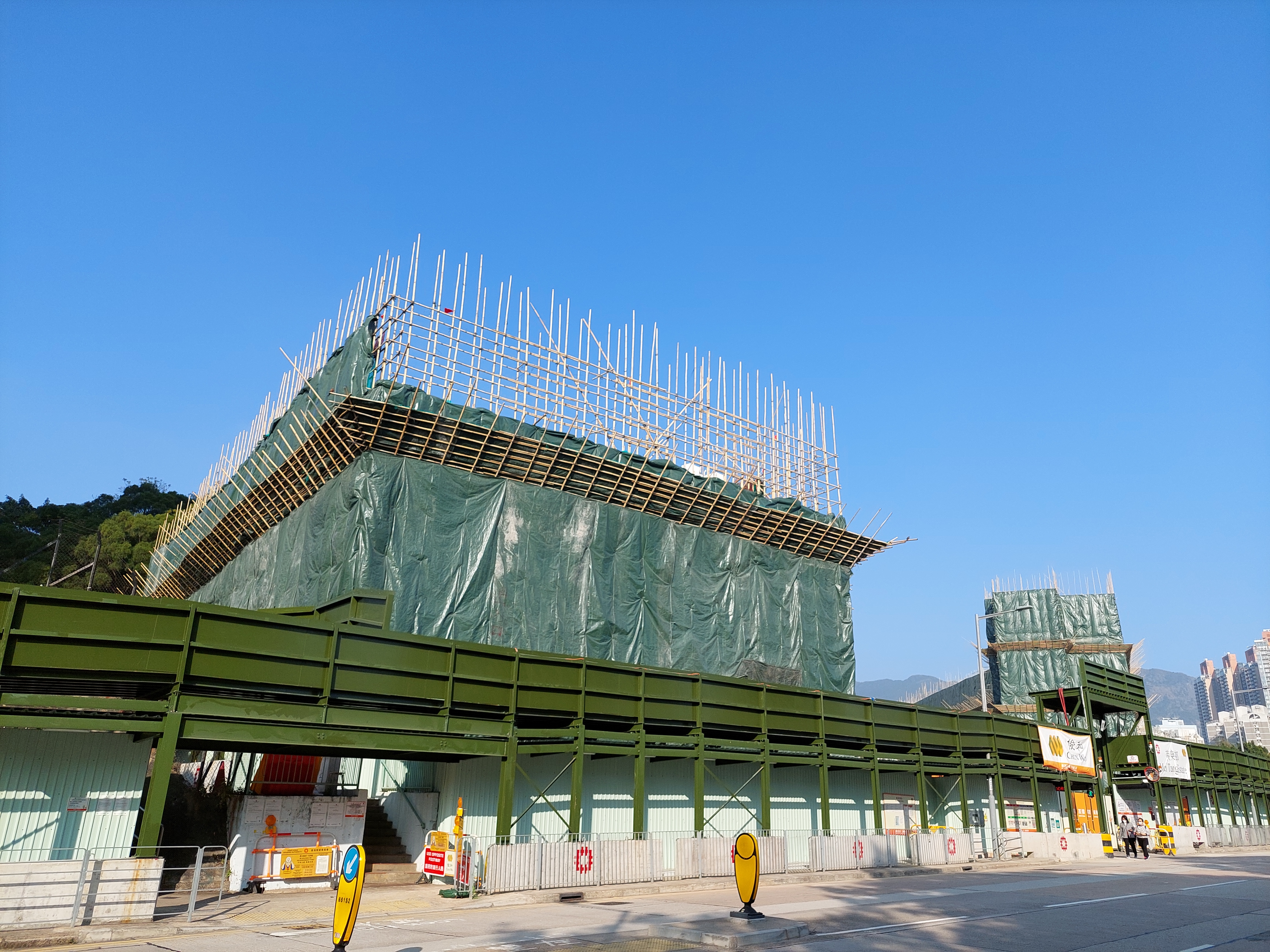
正在拆卸的美寶及美東樓（2022年1月）

### 重建期間的圖片庫

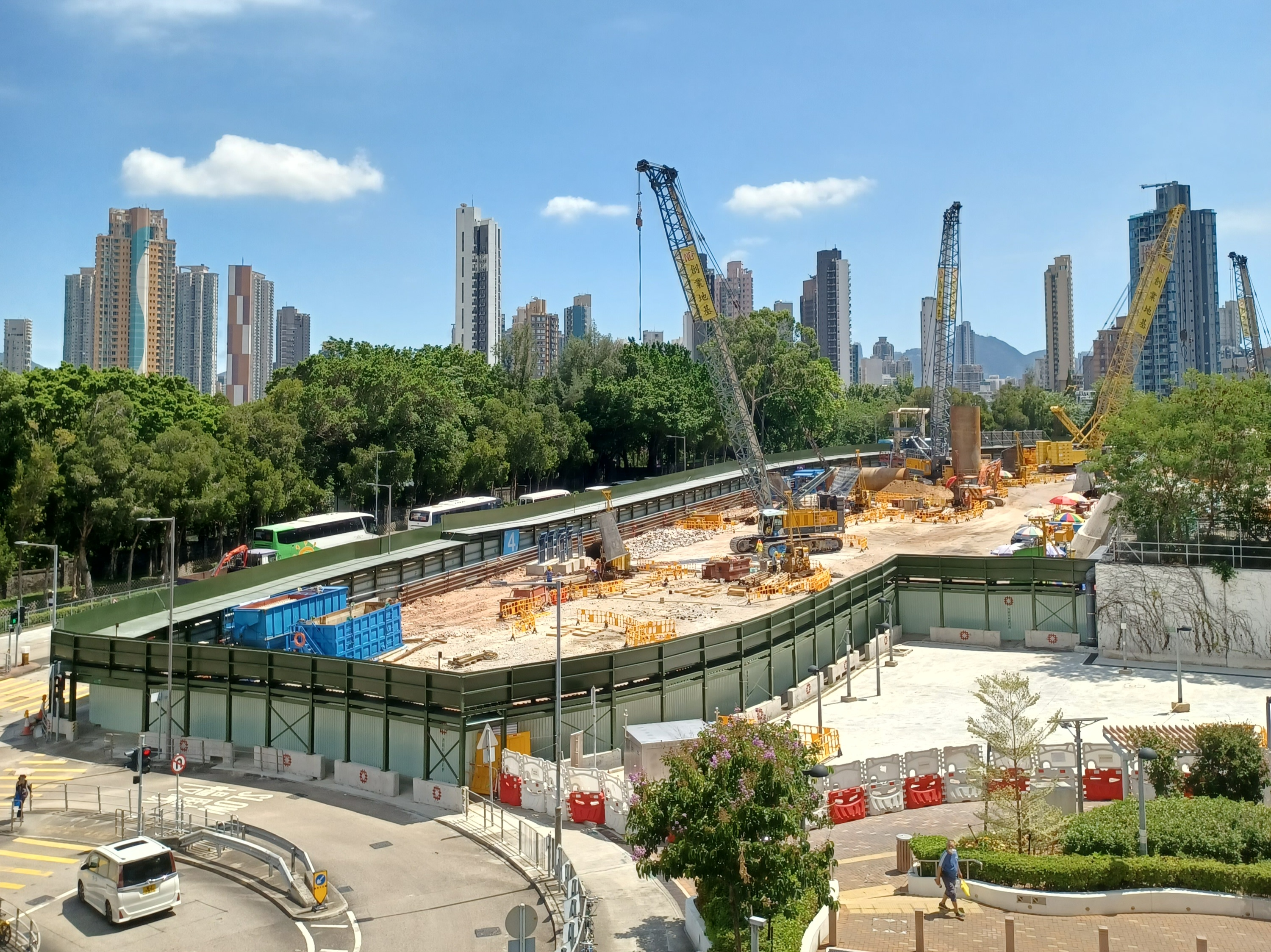
前美東樓工地正在進行打樁工程（2022年7月）
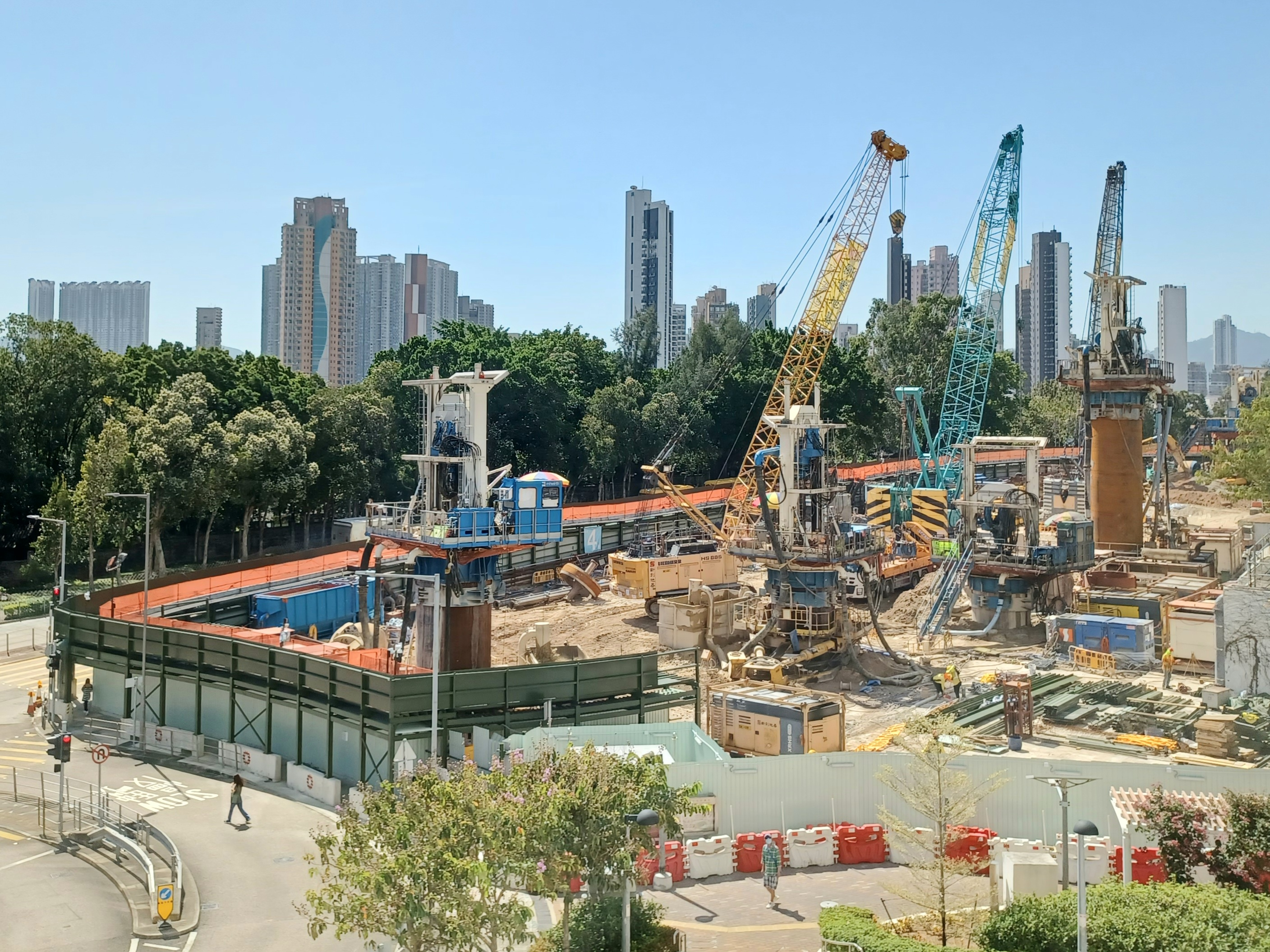
前美東樓工地（2022年10月）
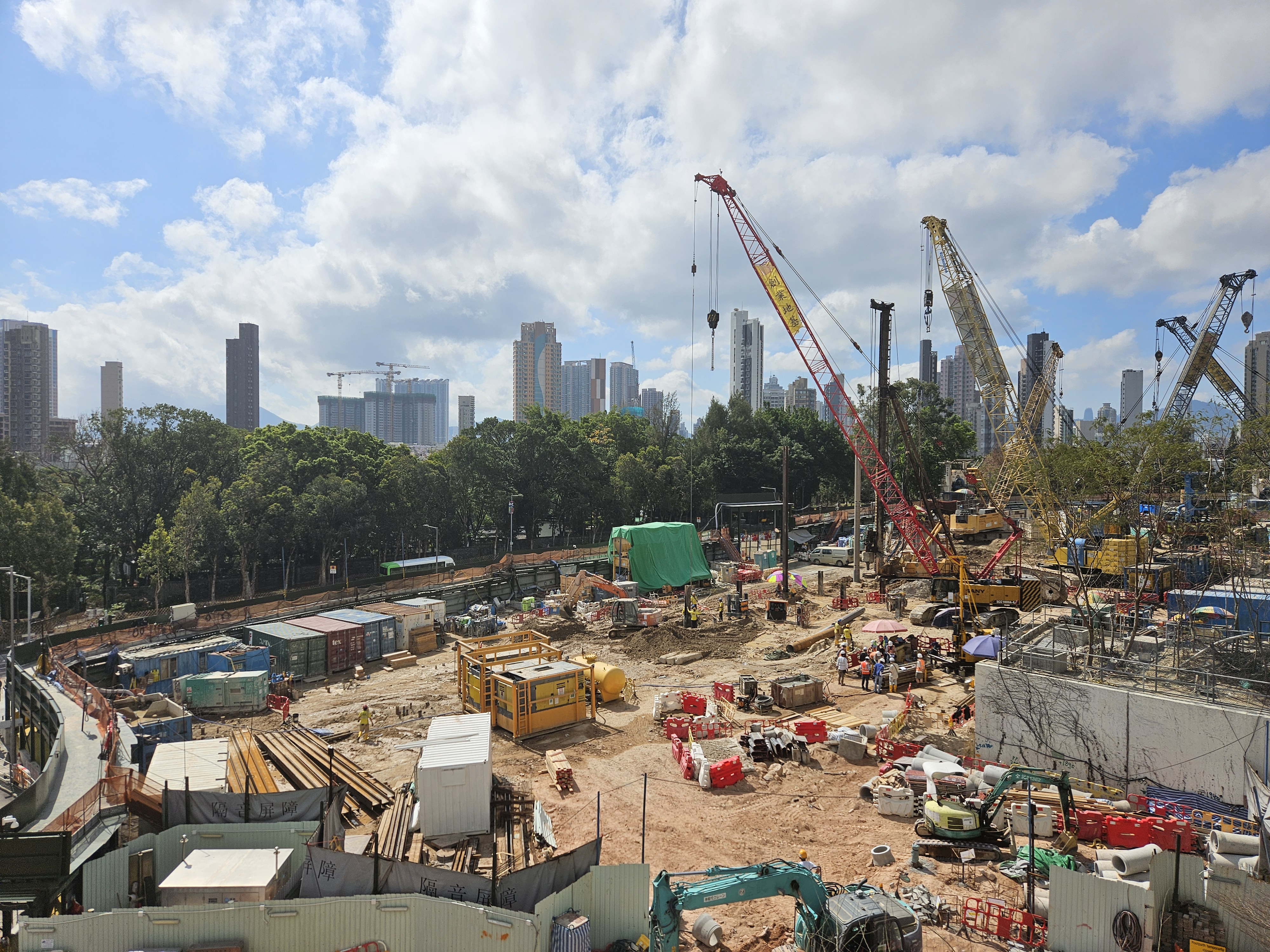
前美東樓工地（2024年2月）
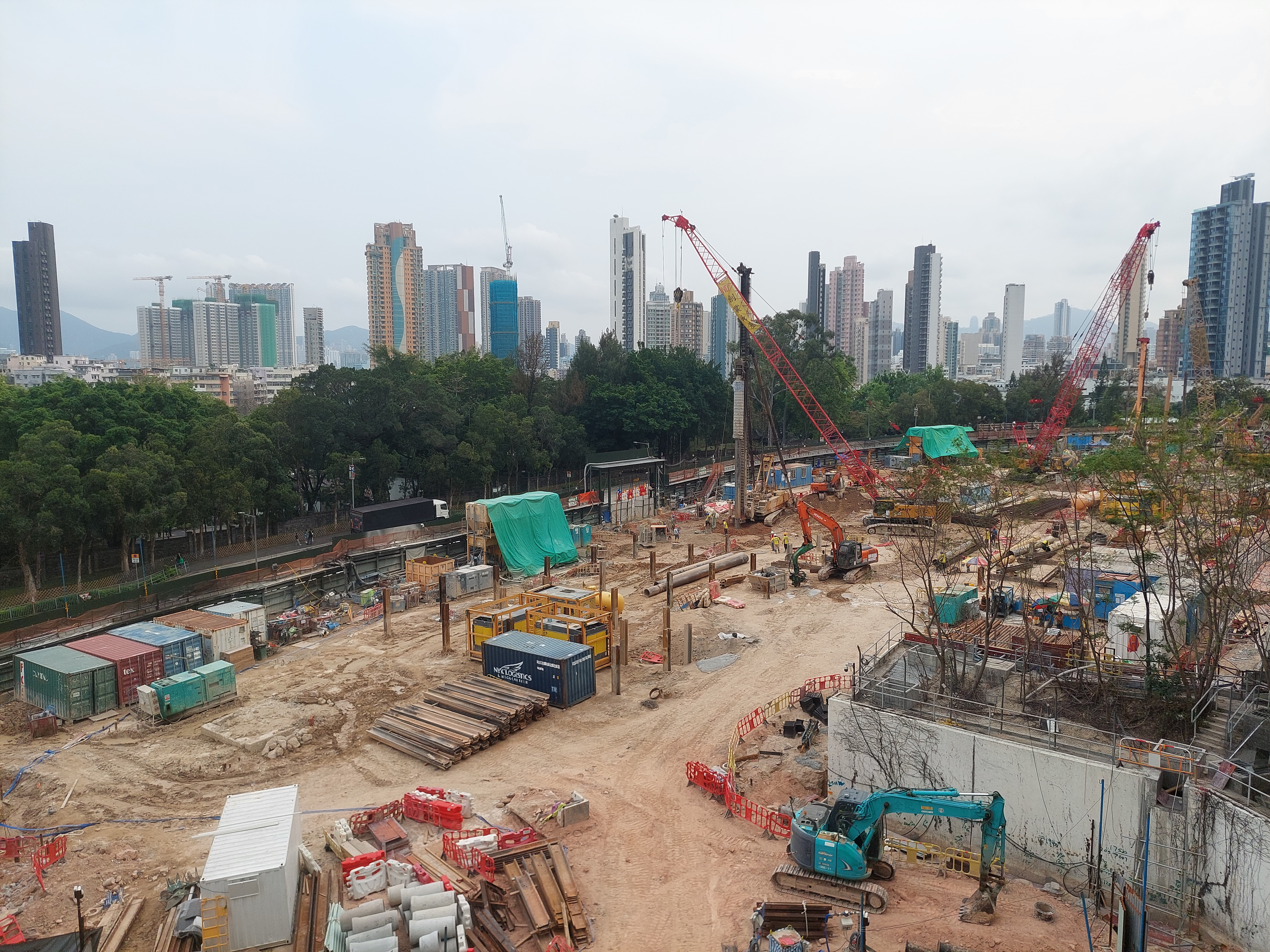
2024年4月
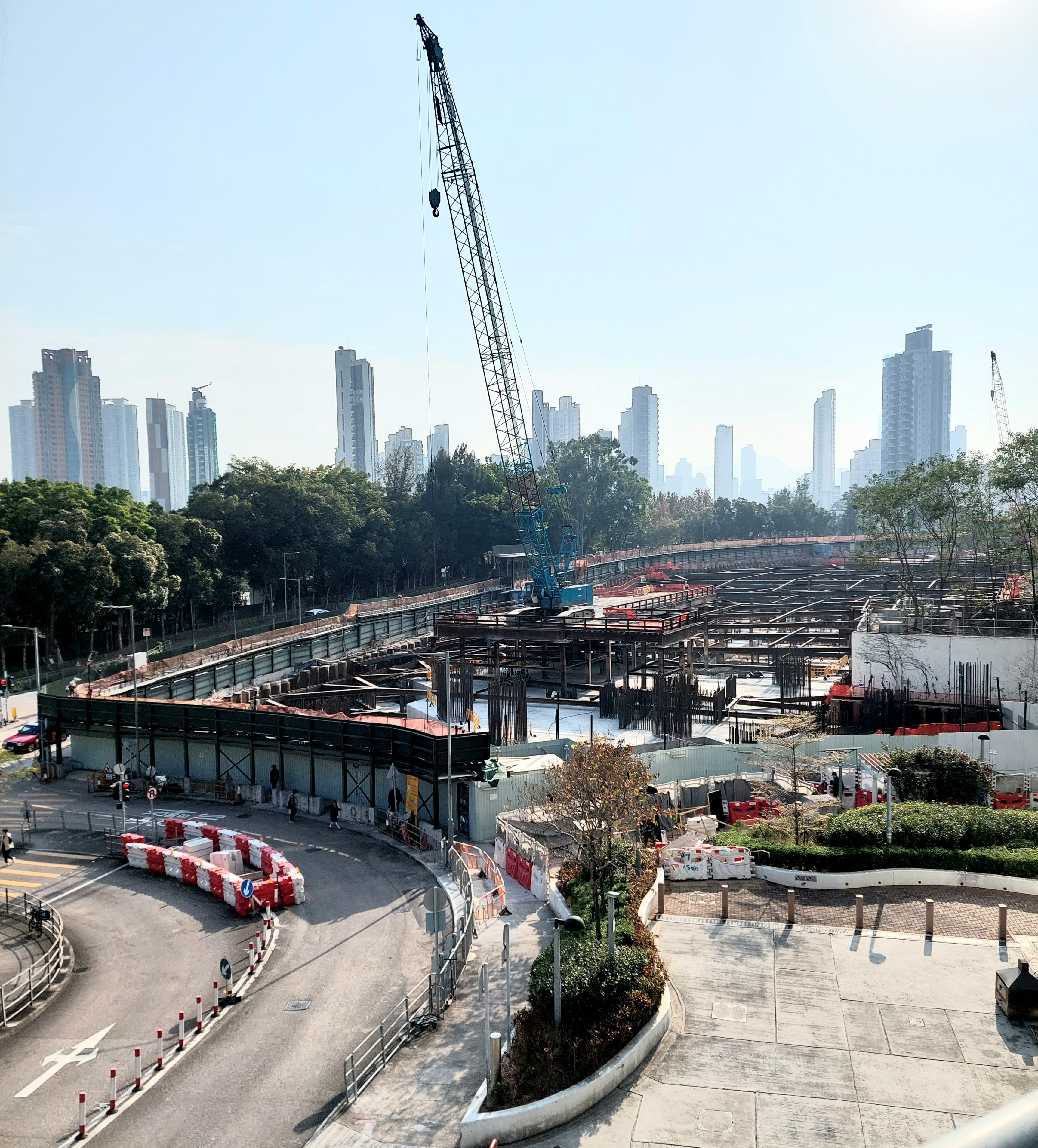
前美東樓工地（2025年1月）

## 教育設施

### 幼稚園
已結束
- 美東邨安琪幼稚園（1975年創辦，2020年結束）（位於美東樓103-108號地下）

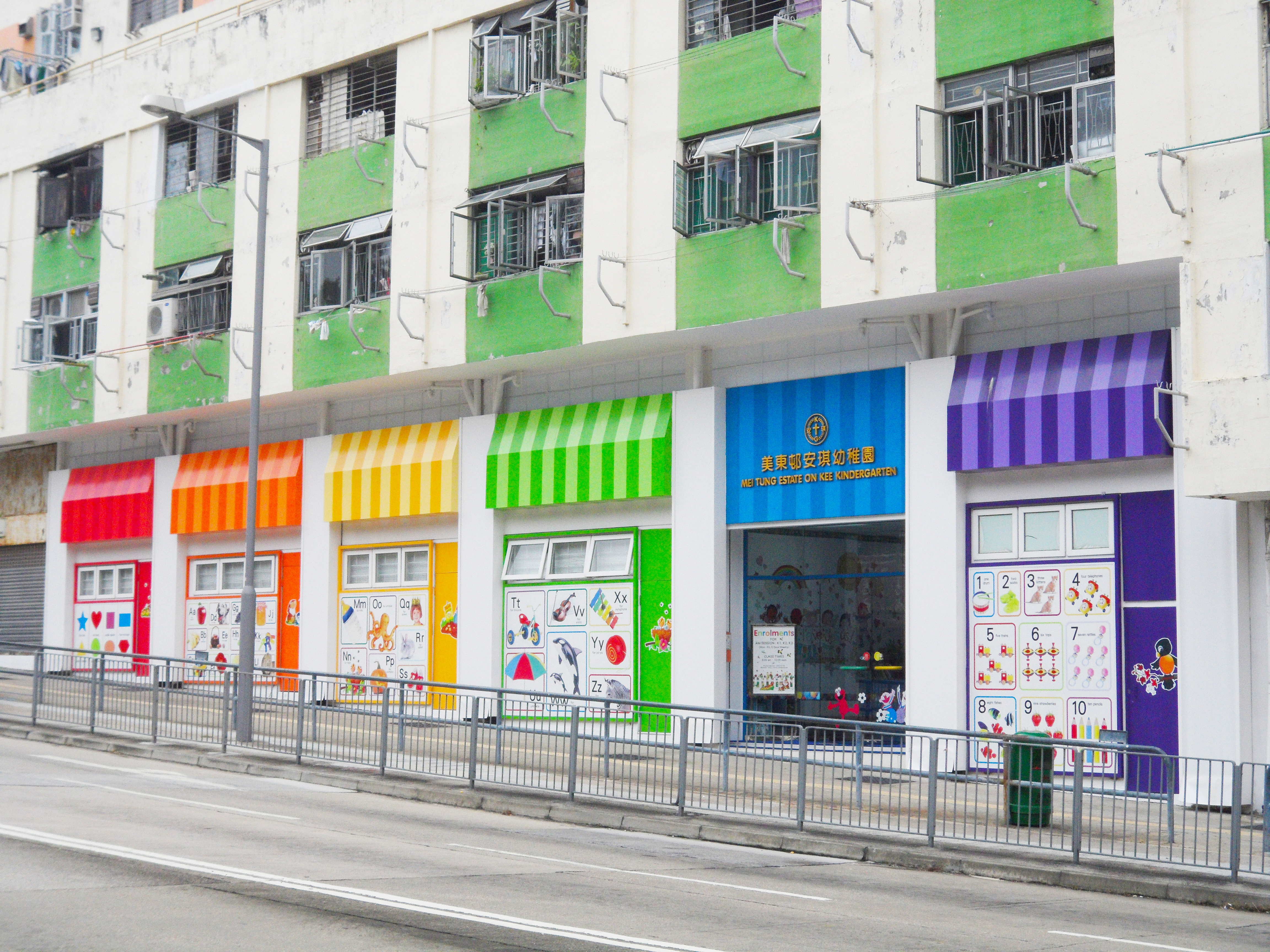
美東邨安琪幼稚園（2012年10月）
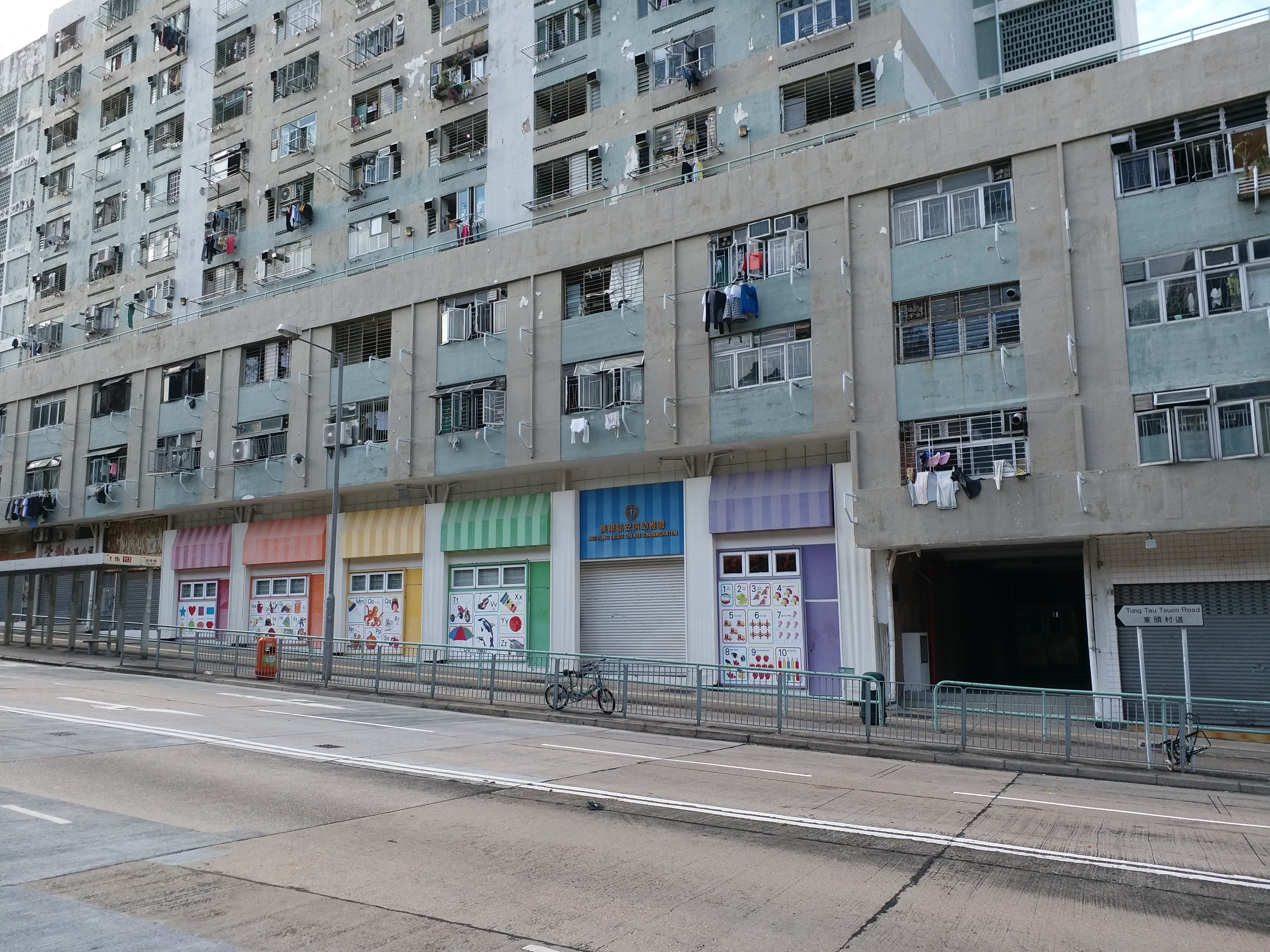
已結業的美東邨安琪幼稚園（2020年11月）

## 所屬區議會
2023年之前，美東邨與鄰近的東頭邨部份樓宇（即富東樓、泰東樓、耀東樓、裕東樓、振東樓及貴東樓）、衙前圍和啟德花園均屬於黃大仙區議會東美選區。2023年香港選舉改革之後，美東邨與慈雲山、竹園邨、橫頭磡及新蒲崗一併劃為黃大仙西選區，現任區議員為民建聯成員潘卓斌與創建力量成員楊諾軒。

### 歷屆議員
| 選區名稱 | 屆別                 | 議員           | 政治聯繫       | 政治聯繫          | 議員                              | 政治聯繫                          | 政治聯繫                          |
| -------- | -------------------- | -------------- | -------------- | ----------------- | --------------------------------- | --------------------------------- | --------------------------------- |
| 東頭     | 1982年－1985年       | 設為單議席選區 | 設為單議席選區 | 設為單議席選區    | 鍾熙然                            |                                   | 無黨籍                            |
| 東頭     | 1985年－1988年       | 莫應帆         |                | 公屋評議會 → 民協 | 馮光中                            |                                   | 無黨籍                            |
| 東頭     | 1988年－1991年       | 莫應帆         |                | 民協              | 馮光中                            |                                   | 無黨籍                            |
| 東頭     | 1991年－1994年       | 定為單議席選區 | 定為單議席選區 | 定為單議席選區    | 馮光中                            |                                   | 公民協會                          |
| 東美     | 1994年－1999年       | 莫應帆         |                | 民協              | 分拆出東頭選區後， 改為單議席選區 | 分拆出東頭選區後， 改為單議席選區 | 分拆出東頭選區後， 改為單議席選區 |
| 東美     | 2000年－2003年       | 莫應帆         |                | 民協              | 分拆出東頭選區後， 改為單議席選區 | 分拆出東頭選區後， 改為單議席選區 | 分拆出東頭選區後， 改為單議席選區 |
| 東美     | 2004年－2007年       | 莫應帆         |                | 民協              | 分拆出東頭選區後， 改為單議席選區 | 分拆出東頭選區後， 改為單議席選區 | 分拆出東頭選區後， 改為單議席選區 |
| 東美     | 2008年－2012年       | 莫應帆         |                | 民協              | 分拆出東頭選區後， 改為單議席選區 | 分拆出東頭選區後， 改為單議席選區 | 分拆出東頭選區後， 改為單議席選區 |
| 東美     | 2012年－2015年       | 莫應帆         |                | 民協              | 分拆出東頭選區後， 改為單議席選區 | 分拆出東頭選區後， 改為單議席選區 | 分拆出東頭選區後， 改為單議席選區 |
| 東美     | 2016年－2019年       | 施德來         |                | 民協              | 分拆出東頭選區後， 改為單議席選區 | 分拆出東頭選區後， 改為單議席選區 | 分拆出東頭選區後， 改為單議席選區 |
| 東美     | 2020年－2021年7月8日 | 施德來         |                | 民協              | 分拆出東頭選區後， 改為單議席選區 | 分拆出東頭選區後， 改為單議席選區 | 分拆出東頭選區後， 改為單議席選區 |
| 東美     | 2021年7月9日－2023年 | 議席懸空       | 議席懸空       | 議席懸空          | 分拆出東頭選區後， 改為單議席選區 | 分拆出東頭選區後， 改為單議席選區 | 分拆出東頭選區後， 改為單議席選區 |
| 黃大仙西 | 2024－2027年         | 潘卓斌         |                | 民建聯            | 楊諾軒                            |                                   | 創建力量                          |